# Homossexualidade
Homossexualidade (do grego antigo ὁμός (homos), igual + latim sexus = sexo) refere-se à característica, condição ou qualidade de um ser (humano ou não) que sente atração física, estética e/ou emocional por outro ser do mesmo sexo ou gênero. Enquanto orientação sexual, a homossexualidade se refere a "um padrão duradouro de experiências sexuais, afetivas e românticas" principalmente ou exclusivamente entre pessoas do mesmo sexo; "também se refere a um indivíduo com senso de identidade pessoal e social com base nessas atrações, manifestando comportamentos e aderindo a uma comunidade de pessoas que compartilham da mesma orientação sexual".
A homossexualidade é uma das principais categorias de orientação sexual, ao lado da bissexualidade e da heterossexualidade. A prevalência da homossexualidade entre os humanos é difícil de determinar com precisão; na sociedade ocidental moderna, os principais estudos indicam uma prevalência de 2% a 13% de indivíduos homossexuais na população, enquanto outros estudos sugerem que aproximadamente 22% da população apresente algum grau de tendência homossexual. Ela também é registrada em cerca de 5 000 outras espécies (sendo bem estudada e devidamente comprovada em cerca de 500 delas), incluindo minorias significativas em seres tão diversos quanto mamíferos, aves e platelmintos.
Ao longo da história da humanidade, os aspectos individuais da homossexualidade foram admirados, tolerados ou condenados, de acordo com as normas sexuais vigentes nas diversas culturas e épocas em que ocorreram. Quando admirados, esses aspectos eram entendidos como uma maneira de melhorar a sociedade; quando condenados, eram considerados um pecado ou algum tipo de doença, sendo, em alguns casos, proibidos por lei. Desde meados do século XX, a homossexualidade tem sido gradualmente desclassificada como doença e descriminalizada em quase todos os países desenvolvidos e na maioria do mundo ocidental. Entretanto, o estatuto jurídico das relações homossexuais ainda varia muito de país para país. Enquanto em alguns países o casamento entre pessoas do mesmo sexo é legalizado, em outros, certos comportamentos homossexuais são crimes com penalidades severas, incluindo a pena de morte (por exemplo, o Irã condena homossexuais ao enforcamento, enquanto a Arábia Saudita os apedreja).
As principais organizações internacionais de saúde (incluindo as de psicologia) afirmam que ser homossexual ou bissexual são características compatíveis com uma saúde mental e um ajustamento social completamente normais; tais instituições médicas também não recomendam que as pessoas tentem alterar a sua condição sexual, pois isto, além de ineficaz, pode causar danos psicológicos. Em 1973, a homossexualidade deixou de ser classificada como um transtorno, quando foi excluída do Manual Diagnóstico e Estatístico de Transtornos Mentais (DSM) da Associação Americana de Psiquiatria. Em 1975, a Associação Americana de Psicologia adotou o mesmo procedimento. No Brasil, em 1984, a Associação Brasileira de Psiquiatria (ABP) posicionou-se contra a discriminação e considerou a homossexualidade algo que não prejudica a sociedade. Em 1985, a ABP foi seguida pelo Conselho Federal de Psicologia (CFP), que deixou de considerar a homossexualidade um desvio sexual e, em 1999, estabeleceu regras para a atuação dos psicólogos em relação às questões de orientação sexual, declarando que "a homossexualidade não constitui doença, nem distúrbio e nem perversão" e que os psicólogos não colaborarão com eventos e serviços que proponham terapias de reorientação sexual. No dia 17 de maio de 1990, a Assembleia-geral da Organização Mundial de Saúde (OMS) retirou a homossexualidade da sua lista de doenças mentais, a Classificação Internacional de Doenças (CID), data que passou a ser celebrada como o Dia Internacional contra a Homofobia. Por fim, em 1991, a Anistia Internacional passou a considerar a discriminação contra homossexuais uma violação aos direitos humanos.

## Etimologia e uso

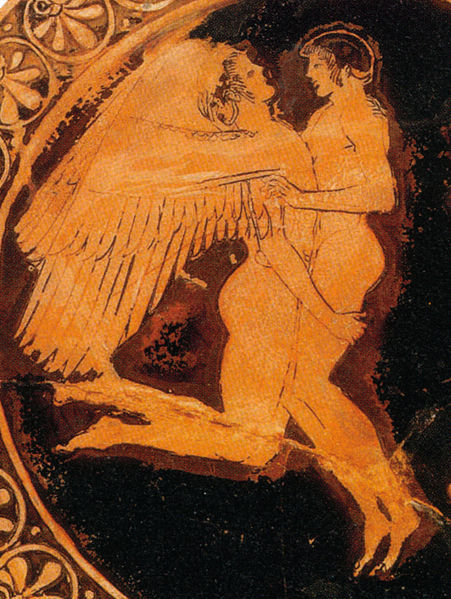
Zéfiro e Jacinto representados em pintura vermelha ática em uma cerâmica da Tarquínia, (Museu de Belas Artes de Boston)

A palavra homossexual é um híbrido do grego e do latim com o primeiro elemento derivado do grego homos, 'mesmo' (não relacionado com o latim homo, 'homem', como em Homo sapiens), conotando portanto, atos sexuais e afetivos entre membros do mesmo sexo, incluindo a lesbianidade. A palavra gay geralmente se refere à homossexualidade masculina, mas pode ser usada em um sentido mais amplo para se referir a todas as pessoas LGBT. No contexto da sexualidade, lésbica só se refere à homossexualidade feminina. A palavra "lésbica" é derivada do nome da ilha grega de Lesbos, onde a poetisa Safo escreveu amplamente sobre o seu relacionamento emocional com mulheres jovens. O adjetivo homossexual descreve comportamento, relacionamento, pessoas, orientação etc. A forma adjetiva significa literalmente "mesmo sexo", sendo um híbrido formado a partir de Grego homo- (uma forma de homos "mesmo"), e "sexual" do latim medieval sexualis (do latim clássico sexus).
Alguns especialistas recomendam evitar completamente o uso do termo homossexual devido a sua história clínica e porque a palavra se refere apenas a um tipo de comportamento sexual (em oposição aos sentimentos românticos) e, portanto, tem uma conotação negativa. Há uma visão que afirma que o problema não seria o termo homossexualidade, antes a palavra homossexualismo. Especialistas em literatura psiquiátrica concordam em posicionar o surgimento do termo homossexualismo no século XIX, por volta da década de 1860 ou 1870, criado pelo discurso médico para identificar o sujeito homossexual. Uma vez que o sufixo ismo é utilizado para referenciar posições filosóficas, ideológicas e/ou científicas, diversos psicólogos e outros afirmam que sua utilização é errônea e usada no passado como forma de associá-la a distúrbio mental ou doença. Em alguns léxicos, o homossexualismo aparece definido por prática de atos homossexuais, enquanto o termo homossexualidade é aplicado à atracção sentimental e sexual. Também por isso, muitas pessoas consideram que o termo homossexualismo tem um significado pejorativo, e isto tem levado a que o termo seja hoje em dia mais utilizado por pessoas que têm uma visão negativa da homossexualidade. No entanto, a adoção de ambas as formas tem sido vasta em qualquer campo. O termo "homossexualismo" é utilizado com frequência, por exemplo, tanto coloquialmente como em obras acadêmicas e dicionários renomados do português brasileiro, como sinônimo de "homossexualidade", sem que seja feita qualquer distinção entre as duas palavras, enquanto que em outros documentos evita-se o "ismo" e sua carga patológica e adota-se o "dade" que significa modo de ser. Há ainda acadêmicos que, adotando a proposta de Jurandir Freire Costa, evitam ambos os termos e preferem homoafetividade em virtude de um caráter "pejorativo" em que as outras duas palavras seriam utilizadas (este termo foi criado originariamente pelo psicanalista alemão Ferenczi, em 1911, com o assentimento de Freud).

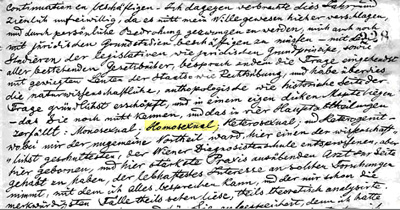
Primeira menção do termo homossexual, 1869, escrito por Karl Maria Kertbeny

A primeira aparição conhecida do termo homossexual na impressão foi encontrada em um panfleto de 1869, publicado anonimamente, pelo romancista alemão nascido na Áustria, Karl-Maria Kertbeny, argumentando contra uma lei antisodomia prussiana. Em 1879, Gustav Jager usou os termos de Kertbeny em seu livro "Descoberta da Alma" (1880). Em 1886, Richard von Krafft-Ebing usou os termos homossexual e heterossexual, em seu livro "Psychopathia Sexualis", provavelmente emprestando-os de Jager. O livro de Krafft-Ebing era tão popular entre leigos e médicos que os termos "heterossexual" e "homossexual" se tornaram os mais aceitos para designar orientação sexual. Como tal, o uso atual do termo tem suas raízes na abrangente tradição do século XIX da taxonomia da personalidade. Estes continuam a influenciar o desenvolvimento do conceito moderno de orientação sexual, sendo associados ao amor romântico e à identidade, além do seu significado original, que era exclusivamente sexual.

### Outros termos
Embora os primeiros autores também tenham usado o adjetivo homossexual para se referirem a qualquer contexto homo, i.e., do mesmo sexo (como um conversatório ou escola exclusiva para meninas), hoje o termo é usado exclusivamente em referência à atração, à atividade e à orientação homossexuais. O termo homossocial é usado agora para descrever contextos do mesmo sexo que não são especificamente sexuais. Há também uma palavra referente ao amor pelo mesmo sexo, homofilia. Entre outros termos, incluem-se "homens que fazem sexo com homens" ou HSH (usado na comunidade médica quando debatem, especificamente, a atividade homossexual entre homens), "homoerotismo" (no contexto das obras de arte), "heteroflexível/bi-curioso" (referente a uma pessoa que se identifica como heterossexual mas, ocasionalmente, sente ou mostra interesse por atividade sexual com alguém do mesmo sexo) e "metrossexual" (referente um homem não-gay vaidoso e com gostos do estereótipo gay em comida, moda e design).
Entre os termos pejorativos e ofensivos da língua portuguesa, temos bicha (criado nos anos 1930), veado, boiola, maricas, paneleiro (muito pejorativo em Portugal), sapatão e outros. No entanto, tal como acontece em insultos étnicos e raciais, o mau uso desses termos pode ainda ser altamente ofensivo e a gama de utilização aceitável depende do contexto e da pessoa que está falando (grupos homossexuais muitas vezes o usam positivamente). Por outro lado, a palavra gay, originalmente abraçada por homens e mulheres homossexuais como positiva e afirmativa (como na liberação gay e nos direitos gay), é muitas vezes empregue de modo pejorativo.
Embora gay seja usado como denominador comum entre homens e mulheres homossexuais e bissexuais, tal uso tem sido por vezes contestado, em razão do desejo de individuação de outros grupos de variação sexual, que reivindicam identidade autônoma, independente, própria. Alguns especialistas têm escrito que isto é característico, não apenas de grupos de tal interesse, mas de qualquer outro grupo humano. Certos grupos têm usado o termo sáfica e aquileano para se referir a relações do mesmo sexo ou gênero independente da orientação sexual dos membros envolvidos, muito embora sáfica já tenha sido definido como sinônimo de lésbica.

## História

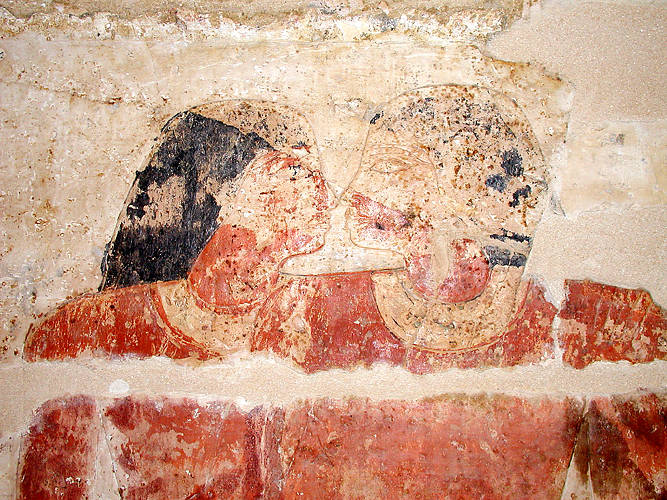
Khnumhotep e Niankhkhnum; o primeiro registro de uma união homossexual da história (ca. 2400 a.C.)

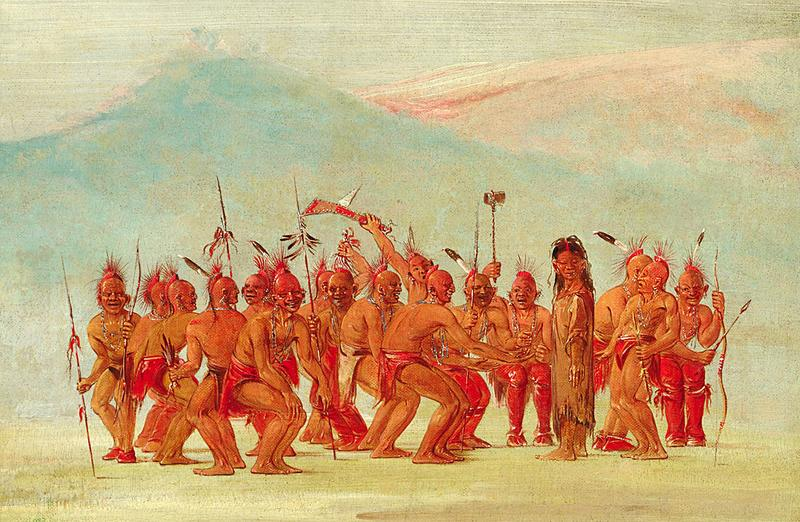
Dança da BerdacheDança cerimonial da Nação Sac e Fox para celebrar os Dois-espíritos. George Catlin (1796–1872); Smithsonian Institution

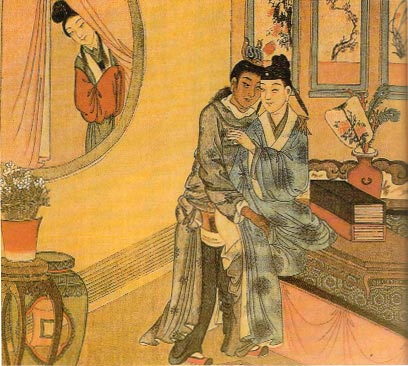
Uma mulher espionando um casal de homens amantes. China, dinastia Qing

Ao longo da história da humanidade, os aspectos individuais da homossexualidade foram admirados ou condenados, de acordo com as normas sexuais vigentes nas diversas culturas e épocas em que ocorreram.
Em uma compilação detalhada de materiais históricos e etnográficos de culturas pré-industriais, "forte desaprovação da homossexualidade foi relatada em 41% das 42 culturas; aceita ou ignorada por 21% e 12% não relataram tal conceito. Das 70 etnografias, 59% relataram a homossexualidade como ausente ou rara em frequência e 41% a relataram como presente ou como não incomum".
Em culturas influenciadas pelas religiões abraâmicas, a lei e a igreja estabeleciam a sodomia como uma transgressão contra a lei divina ou um crime contra a natureza. A condenação do sexo anal entre homens, no entanto, é anterior à crença cristã.
Muitas figuras históricas, incluindo Sócrates, Lord Byron, Eduardo II, e Adriano, tiveram termos como homossexual ou bissexual aplicados a eles. Uma linha comum de argumento construcionista é que ninguém na antiguidade ou na Idade Média experimentou a homossexualidade como um modo de sexualidade exclusivo ou permanente. John Boswell tem combatido este argumento, citando antigos escritos do grego Platão, que descrevem os indivíduos exibindo homossexualidade exclusiva.

### África
Embora muitas vezes ignorada ou suprimida pelos exploradores europeus e colonialistas, a expressão homossexual na África nativa também esteve presente e tomou uma variedade de formas. Os antropólogos Stephen Murray e Will Roscoe relataram que mulheres do Lesoto envolviam-se em relações de "longo prazo e eróticas" chamadas motsoalle. E. E. Evans-Pritchard, também registrou que guerreiros Zandes no norte do Congo rotineiramente assumiam jovens amantes do sexo masculino entre as idades de doze e vinte anos, que ajudavam com as tarefas domésticas e praticavam sexo intercrural com seus maridos mais velhos. A prática já havia morrido no início do século XX, depois de os europeus conquistarem o controle de países africanos, mas foi relatada para Evans-Pritchard pelos anciões, com quem ele falou.
O primeiro registro de um casal homossexual na história é geralmente considerado o de Khnumhotep e Niankhkhnum, um casal egípcio do sexo masculino, que viveu por volta de 2 400 a.C.. O par é retratado durante um beijo, a mais íntima pose na arte egípcia, rodeado pelo que parecem ser os seus herdeiros.

### Américas
Entre os povos indígenas das Américas antes da colonização europeia, uma forma comum de homossexualidade é centrada em torno da figura dos dois-espíritos. Normalmente, este indivíduo é reconhecido cedo na vida, dada a escolha pelos pais a seguir o caminho e, se a criança aceitar o papel, é criada de forma adequada, para aprender os costumes do gênero que escolheu. Dois-espíritos eram, geralmente, xamãs reverenciados como tendo poderes além daqueles dos xamãs comuns. Sua vida sexual era com os membros comuns de mesmo sexo da tribo.
Homossexuais e pessoas transgênero também eram comuns entre outras civilizações pré-conquista na América Latina, como os astecas, maias, quíchuas, moches, zapotecas e os tupinambás, no Brasil.
Os conquistadores europeus ficaram horrorizados ao descobrir que a sodomia era abertamente praticada entre os povos nativos. Os europeus tentaram acabar com as berdaches (como os espanhóis chamavam a prática dos dois-espíritos) através de penalidades severas, como a execução pública, onde a pessoa era queimada e rasgada em pedaços por cães.

### Ásia

#### Extremo Oriente
A homossexualidade na China, conhecida como os prazeres do pêssego picado, a manga cortada, ou o costume do sul, é relatada desde aproximadamente 600 a.C.. Estes termos eufemísticos foram utilizados para descrever comportamentos e não identidades (recentemente, alguns jovens chineses tendem a usar o termo "brokeback", 断 背 (duanbei), para se referir aos homossexuais, a partir do sucesso do filme do diretor Ang Lee, O Segredo de Brokeback Mountain).

#### Oriente Médio, Ásia Meridional e Central

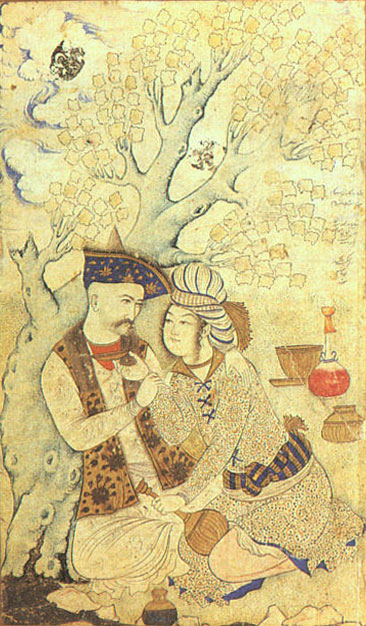
O persa Abas I com um pajem (c. 1627)

Entre as muitas culturas do Oriente Médio muçulmano igualitárias ou estruturadas na idade, as práticas homossexuais eram, e continuam a ser, difundidas e veladas. Nos últimos anos, as relações igualitárias, inspiradas no padrão ocidental, têm-se tornado mais frequentes, embora elas continuem a ser raras. Relações sexuais entre indivíduos do mesmo sexo são oficialmente punidas com a pena de morte em vários países muçulmanos: Arábia Saudita, Irã, Mauritânia, Nigéria, Sudão e Iêmen.
Alguns estudiosos afirmam que existem exemplos de amor homossexual na literatura antiga, como na Epopeia de Gilgamesh da Mesopotâmia, bem como na história bíblica de Davi e Jonas. Na Epopeia de Gilgamesh, a relação entre o protagonista Gilgamesh e o personagem Enkidu, foi vista por alguns como homossexual em sua natureza. Do mesmo modo, o amor de Davi por Jonas é "maior do que o amor das mulheres".
Há um punhado de relatos de viajantes árabes na Europa até ao início do século XIX. Dois desses viajantes, Rifa'ah al-Tahtawi e Muhammad al-Saffar, manifestaram surpresa ao ver as poesias de amor francesas, por vezes mal traduzidas, entre um jovem rapaz, referindo-se a uma jovem mulher, para manter as suas normas sociais e morais.
Hoje, os governos no Oriente Médio, muitas vezes ignoram, negam a existência de, ou criminalizam a homossexualidade. A homossexualidade é ilegal em quase todos os países muçulmanos. O então presidente iraniano, Mahmoud Ahmadinejad, durante o seu discurso em 2007 na Universidade de Colúmbia, afirmou que não havia homossexuais no Irã. A maioria dos homossexuais que vivem neste país mantém a sua orientação sexual em segredo por medo de sanções ou rejeição do governo às suas famílias.
O Código de Manu, a obra fundamental do direito hindu, menciona um "terceiro sexo", cujos membros podem exercer expressões de gênero não-tradicionais e atividades homossexuais.

### Europa

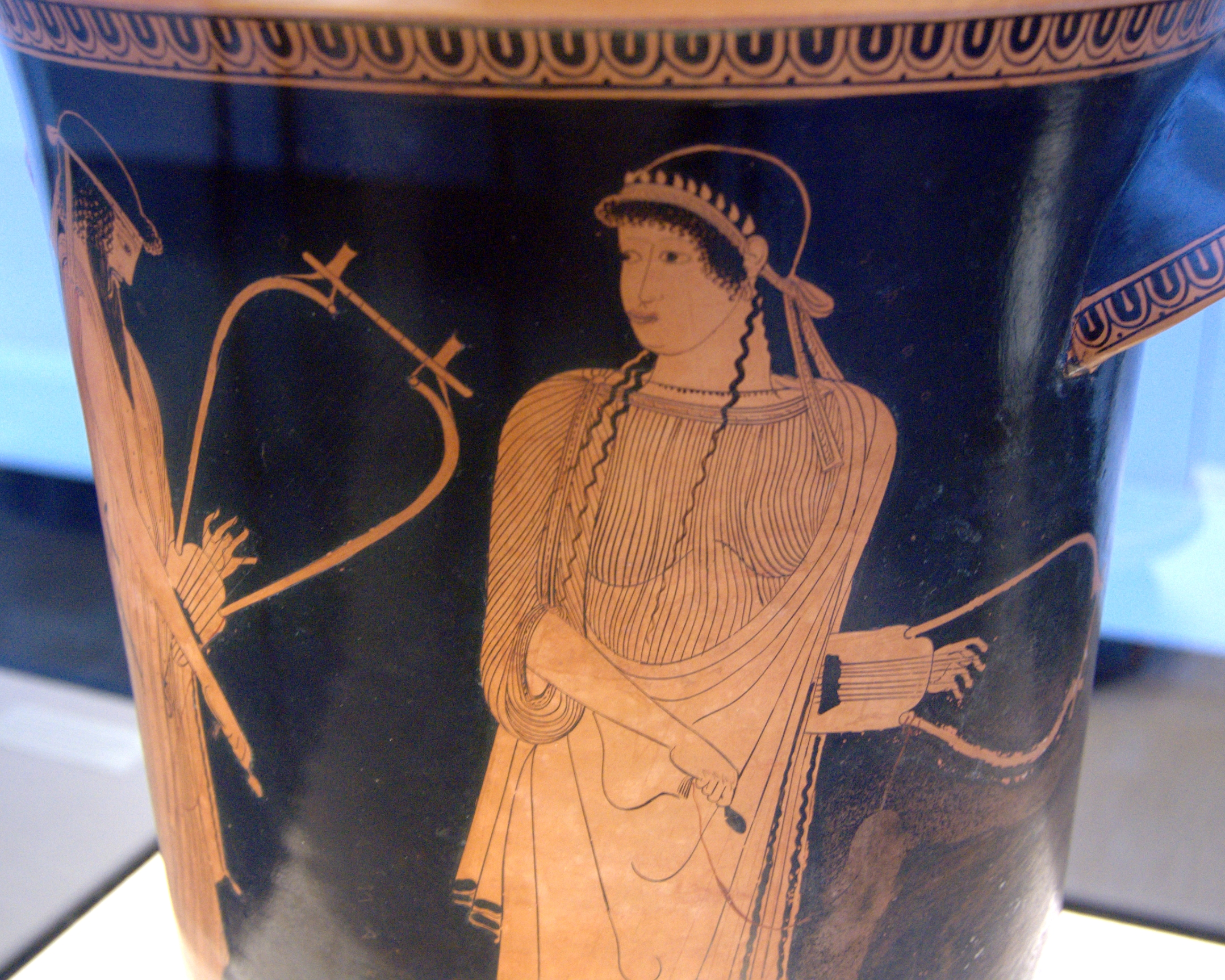
Pintura de Safo, poetiza da Grécia antiga; o fato de ter nascido em Lesbos abriu a possibilidade da criação do termo "lésbica" no século XIX; seus versos de amor também são muitas vezes endereços a outras mulheres. Cópia romana de original grego, século V a.C.

Os documentos mais antigos do Ocidente (sob a forma de obras literárias, objetos de arte e materiais mitográficos) sobre as relações de mesmo sexo são derivados da Grécia antiga. A pederastia na Grécia Antiga era largamente utilizada como meio pedagógico; sabe-se que Platão, em seus primeiros escritos, elogiou os seus benefícios, embora em suas obras tardias tenha proposto sua proibição.
Em O Banquete, Platão equivale a aceitação da homossexualidade com a democracia, e sua supressão com o despotismo, dizendo que a homossexualidade "é vergonhosa para os bárbaros por causa de seus governos despóticos, assim como a filosofia e o atletismo o são, uma vez que aparentemente não é o melhor interesse dos governantes como de ter grandes ideias amizades engendradas em seus súditos, ou poderosos sindicatos ou física, em que o amor é particularmente adequado para produzir." Aristóteles, em sua obra Política, indeferiu as ideias de Platão sobre a abolição da homossexualidade (2,4); ele explica que os bárbaros, assim como os celtas, concederam isso como uma honra especial (2.6.6), enquanto os cretenses a utilizavam para regular a população (2.7.5).
Na arte, é conhecida ainda hoje a poetisa Safo, importante figura que escreveu versos endereçados a outras mulheres e que, por nascer em Lesbos, logo ficou associada às lésbicas, terminologia que ficou muito famosa no século XIX. Os narradores de muitos dos seus poemas falam de paixão e amor (por vezes correspondido, outras vezes não) para várias fêmeas, mas as descrições de atos físicos e/ou sexuais entre mulheres nos seus versos são poucas e sujeitas a debate. De qualquer forma, hoje em dia sabe-se que a deusa Afrodite, nos poemas de Safo, é tida como a patrona das lésbicas.
| |  |                                                                             |
| Homem romano penetrando um jovem, possivelmente escravo, primeira metade do século I. Encontrado próximo de Jerusalém |  | Homem e jovem gregos praticam sexo intercrural. Grécia antiga, 550-525 a.C. |

A partir da segunda metade do século XIII, a morte era a punição mais comum para a homossexualidade masculina na maior parte da Europa. Com o Renascimento, cidades ricas no norte da Itália, em particular Florença e Veneza, eram conhecidas pela sua prática generalizada do amor entre pessoas do mesmo sexo, praticado por uma parte considerável da população masculina e construído ao longo do padrão clássico estético da Grécia e Roma.
Antigamente conhecida por nomes como "amor viril", "sodomia", "pecado nefando", "uranismo" ou "terceiro sexo", só em 1869, na Alemanha, o amor entre pessoas do mesmo sexo recebeu o nome científico de "homossexualismo". O médico, seu criador, que seria ele próprio homossexual, visava apresentar a atração pelo mesmo sexo como inata, portanto natural e não adquirida, para assim afastar a culpa por sua prática. Tal intenção lhe valeu a simpatia do mundo científico progressista da época. Na verdade, o tiro saiu pela culatra, pois o conceito científico foi englobado pela psiquiatria. Com isso, o amor entre pessoas do mesmo sexo deixou de ser matéria de pecado para tornar-se doença, e portanto passível de tratamentos. Sua condenação transferiu-se da esfera da religião para a ciência, de modo que os padres foram substituídos pelos médicos como seus algozes.

### Oceania
Em muitas sociedades da Melanésia, especialmente em Papua-Nova Guiné, as relações do mesmo sexo eram parte integrante da cultura até meados do século passado. Em muitas culturas tradicionais da Melanésia um menino na pré-puberdade formaria um casal com um adolescente mais velho, que se tornaria seu mentor e que iria "inseminá-lo" (oral, anal, ou topicamente, dependendo da tribo) ao longo de vários anos para que o mais jovem também atingisse a puberdade. Muitas sociedades da Melanésia, no entanto, tornaram-se hostis para com as relações entre pessoas do mesmo sexo desde a introdução do cristianismo pelos missionários europeus.

## Sexualidade e identidade de gênero

### Etiologia
A Associação Americana de Psiquiatria, a Associação Americana de Psicologia e a Associação Nacional dos Trabalhadores Sociais, em 2006, declararam:
O Royal College of Psychiatrists, em 2007, afirmou:
A Academia Americana de Pediatria afirmou, em Pediatria, em 2004:
A Associação Americana de Psicologia afirma que "há provavelmente muitas razões para a formação da orientação sexual de uma pessoa e as razões podem ser diferentes para pessoas diferentes" e diz que a orientação sexual da maioria das pessoas é determinada em uma idade precoce. A pesquisa sobre como a orientação sexual em homens pode ser determinada por fatores genéticos ou outros fatores pré-natais desempenha um papel no debate político e social sobre a homossexualidade e também levanta temores sobre impressão genética e testes pré-natais.
O professor Michael King afirma: "A conclusão dos cientistas que pesquisaram as origens e a estabilidade da orientação sexual é que essa é uma característica humana que se forma no início da vida e é resistente a mudanças. Evidências científicas sobre as origens da homossexualidade são consideradas relevantes para o debate teológico e social porque prejudicam as afirmações de que a orientação sexual é uma escolha".
"Bissexualidade inata" (ou predisposição para a bissexualidade) é um termo introduzido por Sigmund Freud, baseado no trabalho de seu colega Wilhelm Fliess, que expõe que todos os seres humanos nascem bissexuais, mas através do desenvolvimento psicológico, que inclui tanto fatores externos quanto internos tornam-se monossexuais, enquanto a bissexualidade permanece em estado latente.
Os autores de um estudo de 2008 afirmaram que "não há evidências consideráveis de que a orientação sexual humana seja geneticamente influenciada, de modo que não se sabe como a homossexualidade, que tende a diminuir o sucesso reprodutivo, é mantida na população em uma frequência relativamente alta". Supõe-se que "enquanto os genes que predispõem à homossexualidade reduzem o sucesso reprodutivo dos homossexuais, podem conferir alguma vantagem em heterossexuais que sejam seus portadores". Seus resultados sugeriram que "os genes que predispõem à homossexualidade podem conferir uma vantagem de acasalamento em heterossexuais, o que poderia ajudar a explicar a evolução e manutenção da homossexualidade na população". Um estudo de 2009 sugeriu também um aumento significativo da fecundidade nas fêmeas aparentadas com as pessoas homossexuais a partir da linha materna (mas não naquelas aparentadas a partir da linha paterna).
Garcia-Falgueras e Swaab afirmaram no resumo de seu estudo de 2010: "O cérebro fetal desenvolve-se durante o período intrauterino na direção masculina por meio de uma ação direta da testosterona sobre as células nervosas em desenvolvimento ou na direção feminina por meio da ausência desta onda de hormônio. Desta forma, nossa identidade de gênero (a convicção de pertencer ao sexo masculino ou feminino) e a orientação sexual são programadas ou organizadas em nossas estruturas cerebrais quando estamos ainda no útero. Não há nenhuma indicação de que o ambiente social após o nascimento tenha algum efeito sobre a identidade de gênero ou sobre a orientação sexual".

#### Terapia de reorientação sexual
Não existe qualquer estudo com rigor científico para concluir se as chamadas terapias de reorientação sexual funcionam para mudar a orientação sexual de uma pessoa. Essas "terapias" têm sido controversas devido às tensões entre as organizações com base religiosa que as realizam e as organizações profissionais, científicas e de direitos LGBT. O consenso de longa data das ciências comportamentais e sociais e das profissões de saúde e saúde mental é de que a homossexualidade, por si só, é uma variação normal e positiva da sexualidade humana. A Associação Americana de Psicologia, afirma que a maioria das pessoas "têm pouco ou nenhum senso de escolha sobre sua orientação sexual". Alguns indivíduos e grupos têm promovido a ideia de que a homossexualidade é um sintoma de defeitos espirituais, de desenvolvimento ou de falhas morais e têm argumentado que os esforços para mudar a orientação sexual, incluindo a psicoterapia e os esforços religiosos, poderiam alterar os sentimentos e comportamentos homossexuais. Muitos desses indivíduos e grupos estão incorporados dentro de um contexto mais amplo de movimentos políticos religiosos conservadores que apoiam a estigmatização da homossexualidade por motivos políticos ou religiosos.
Nenhuma organização de profissionais de saúde mental apoia esforços para mudar a orientação sexual e praticamente todas elas adotaram declarações políticas advertindo profissionais e o público sobre os tratamentos que se propõem a mudar a orientação sexual. Estas incluem a Associação Americana de Psiquiatria, Associação Americana de Psicologia, Associação Nacional dos Trabalhadores Sociais dos Estados Unidos, Associação Americana de Aconselhamento, o Royal College of Psychiatrists, Sociedade Australiana de Psicologia e o Conselho Federal de Psicologia do Brasil. A Associação Americana de Psicologia e o Royal College of Psychiatrists expressaram que as posições defendidas por grupos como o NARTH não são apoiadas pela ciência e criam um ambiente no qual o preconceito e a discriminação podem florescer.
A Associação Americana de Psicologia "incentiva os profissionais de saúde mental a evitarem desvirtuar a eficácia dos esforços de mudança de orientação sexual promovendo ou prometendo mudar a orientação sexual ao prestarem assistência aos indivíduos angustiados por conta própria ou por outras pessoas quanto a sua orientação sexual e conclui que os benefícios relatados pelos participantes nos esforços de mudança de orientação sexual podem ser obtidos através de abordagens que não tentam mudar a orientação sexual".

### Identidade sexual

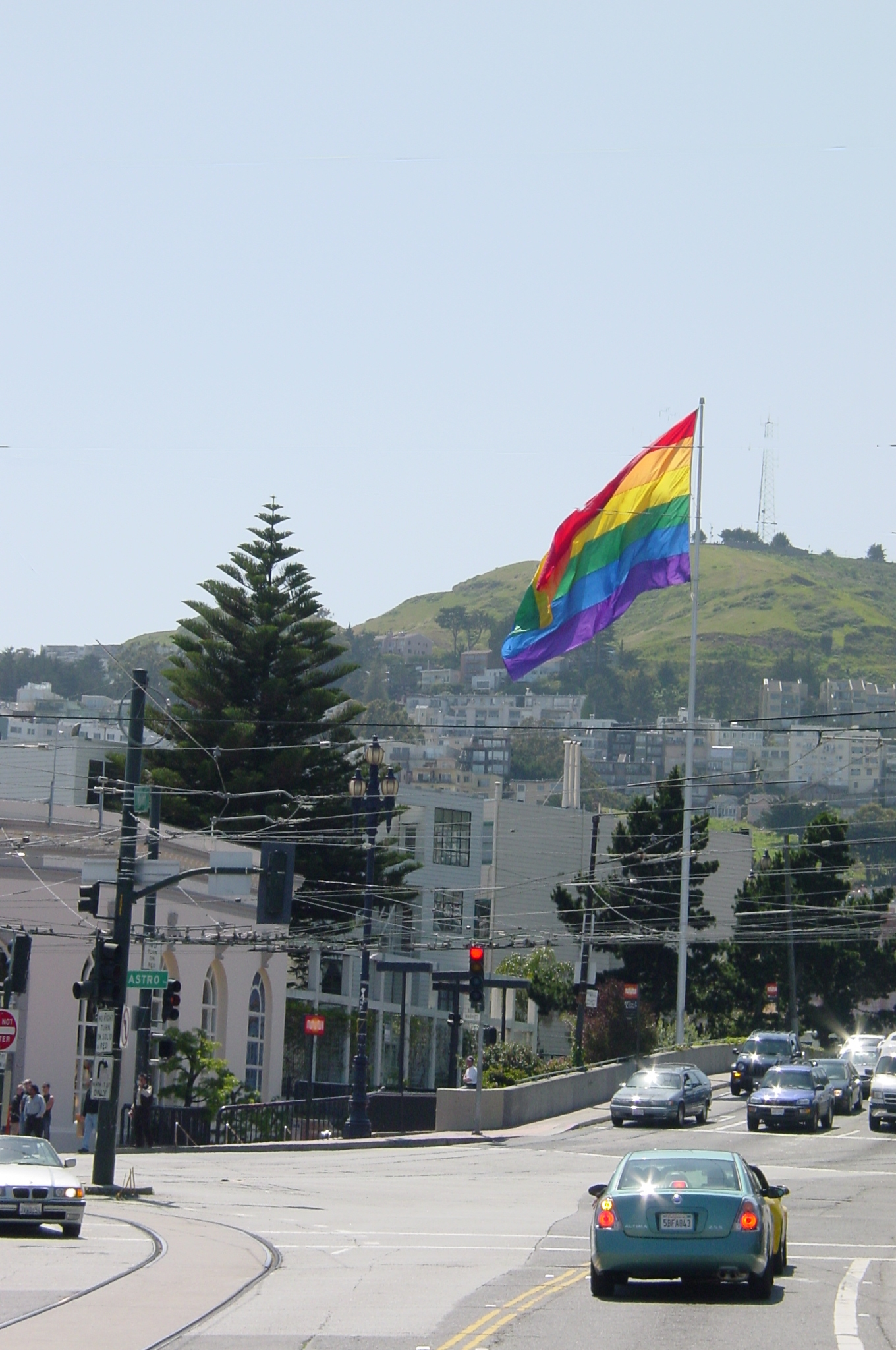
A bandeira arco-íris no bairro The Castro em São Francisco, Califórnia, famoso pela predominância de moradores homossexuais. A bandeira, um símbolo do movimento LGBT, foi criada na cidade

Muitas pessoas que se sentem atraídas por membros do seu próprio sexo experimentam um processo chamado de "saída do armário" em algum momento de suas vidas. É a prática de revelar publicamente a orientação sexual de uma pessoa "enrustida". Nos mais jovens, é mais comum ela ser noticiada aos familiares e/ou amigos e também acontece celebridades e pessoas públicas revelarem-se publicamente sobre suas orientações sexuais.
Geralmente, a "saída do armário" é descrita em três fases: a primeira, é a fase de "conhecer a si mesmo", em que a pessoa está aberta e decidida a vivenciar relações com pessoas do mesmo sexo (chamada de "saída/decisão interior"); a segunda envolve a decisão própria de se revelar para os outros, como para a família, amigos e/ou colegas, etc.; a terceira fase refere-se a realmente se envolver com uma pessoa do mesmo sexo e muitas vezes viver abertamente como uma pessoa LGBT.

### Identidade de gênero
Os primeiros autores que escreviam sobre homossexualidade geralmente entendiam que ela era intrinsecamente ligada ao próprio sexo do sujeito. Por exemplo, pensava-se que uma pessoa com um típico corpo feminino atraída por pessoas do mesmo sexo e corpo feminino, teriam atributos masculinos, e vice-versa. Esse entendimento foi compartilhado pela maioria dos teóricos importantes da homossexualidade a partir de fins do século XIX até inícios do século XX, como Karl Heinrich Ulrichs, Richard von Krafft-Ebing, Magnus Hirschfeld, Havelock Ellis, Carl Jung e Sigmund Freud. No entanto, esse entendimento da homossexualidade como inversão sexual foi contestado no momento, e durante a segunda metade do século XX, a identidade sexual passou a ser cada vez mais visto como um fenômeno distinto de orientação sexual.
Indivíduos transgênero e cisgêneros podem ser atraídos por homens, mulheres ou ambos, embora a prevalência de diferentes orientações sexuais é bastante diferente nas duas populações (ver mulher transexual). Um indivíduo homossexual, heterossexual ou bissexual pode ser masculino, feminino ou andrógino, e, além disso, muitos membros e simpatizantes das comunidades gays e lésbicas veem agora o "sexo-conformes heterossexual" e "gênero não conformes homossexual" como os estereótipos negativos. No entanto, estudos realizados por J. Michael Bailey e K.J. Zucker revelaram que a maioria dos relatórios gays e lésbicos em gênero reportam um "não-gênero" durante seus anos de infância. Richard C. Friedman, em seu Homossexualidade Masculina publicado em 1990, escrito a partir de uma perspectiva psicanalítica, argumenta que o desejo sexual começa mais tarde do que os escritos de Sigmund Freud indicam, não na infância, mas entre as idades de 5 e 10 anos e não é focado numa figura da mãe, mas dos pares. Como consequência, raciocina, os homossexuais não são anormais, uma vez que nunca foram sexualmente atraídos por suas mães.

### Construto social
Nas culturas ocidentais em geral, o termo homossexual é usado para abranger toda uma postura, atitude e identidade social. Em outras culturas, rótulos homossexualidade e heterossexuais não enfatizam uma identidade social como um todo ou indicam afiliação da comunidade com base na orientação sexual. Na verdade, certos estudiosos, como David Green, têm afirmado que a homossexualidade é uma construção social moderna ocidental, e como tal não poderia ser utilizada no contexto de sociedades não-ocidentais a sexualidade do macho-macho, nem no Ocidente pré-moderno.

### Relações e romance homossexuais

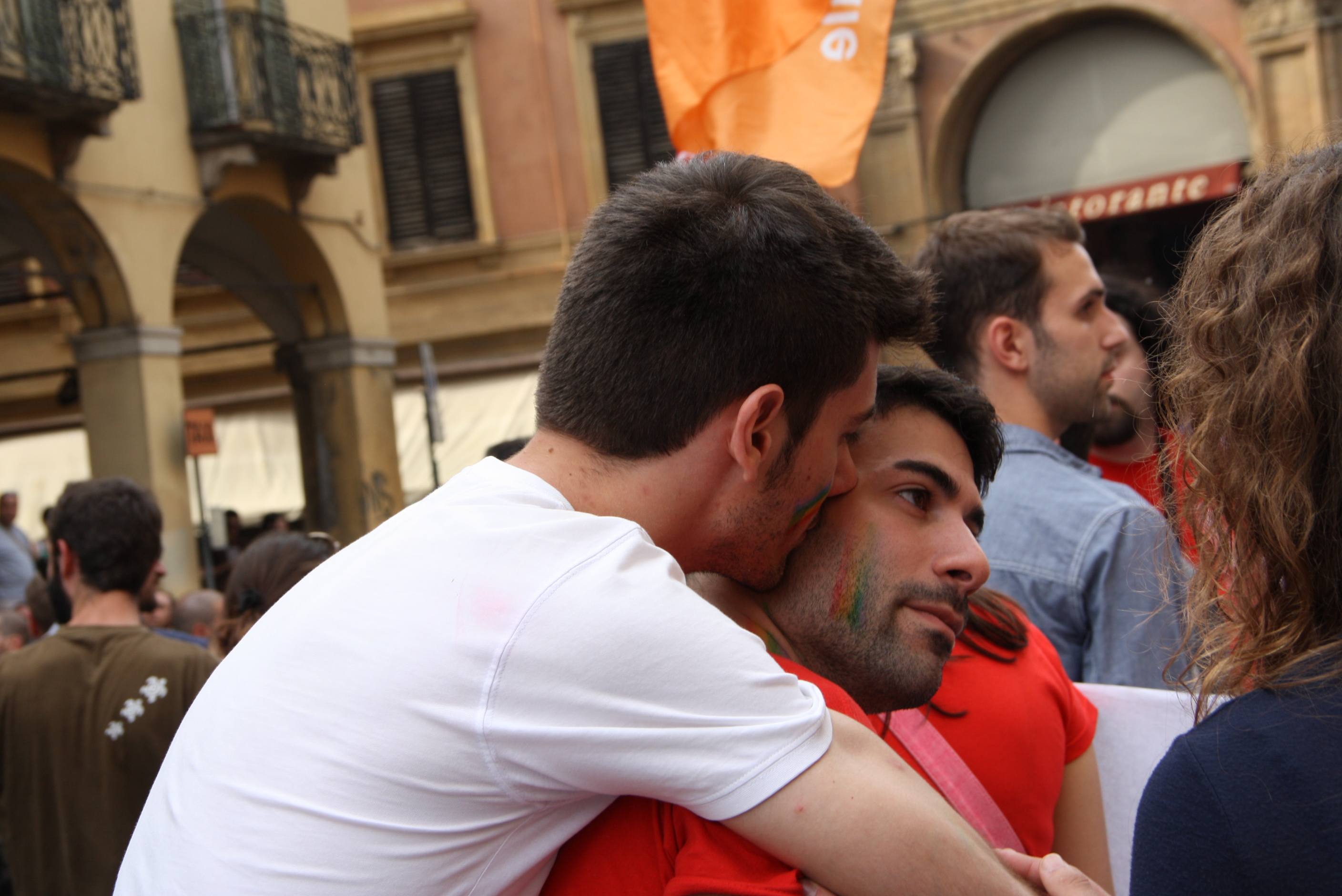
Namorados em Bolonha, Itália

Pessoas com orientação homossexual podem expressar a sua sexualidade, ternura e afetividade de diversas maneiras, e podem ou não expressar isso em seus comportamentos sexuais. Alguns têm relações sexuais predominantemente com pessoas de sua própria identidade de gênero, outro sexo, relacionamentos bissexuais e podem até ser celibatários. Pesquisas recentes indicam que muitas lésbicas e gays desejam, e conseguem, comprometidos e duradouros relacionamentos: dados indicam que entre 40% e 60% de gays e entre 45% e 80% de lésbicas estão atualmente envolvidos em um relacionamento romântico. Os dados da pesquisa também indicam que entre 18% e 28% dos casais gays e entre 8% e 21% dos casais lésbicos nos Estados Unidos viveram juntos dez anos ou mais. Os estudos expuseram que casais de pessoas do mesmo sexo e casais de sexos opostos podem ser equivalentes em termos de satisfação e comprometimento nos relacionamentos amorosos, que a idade e o sexo são mais confiáveis do que a orientação sexual como um preditor de satisfação e compromisso de um relacionamento romântico, e que as expectativas e/ou idealizações acerca dos relacionamentos românticos são comparáveis e muito semelhantes entre pessoas heterossexuais e homossexuais.

## Práticas homossexuais

### Homens homossexuais

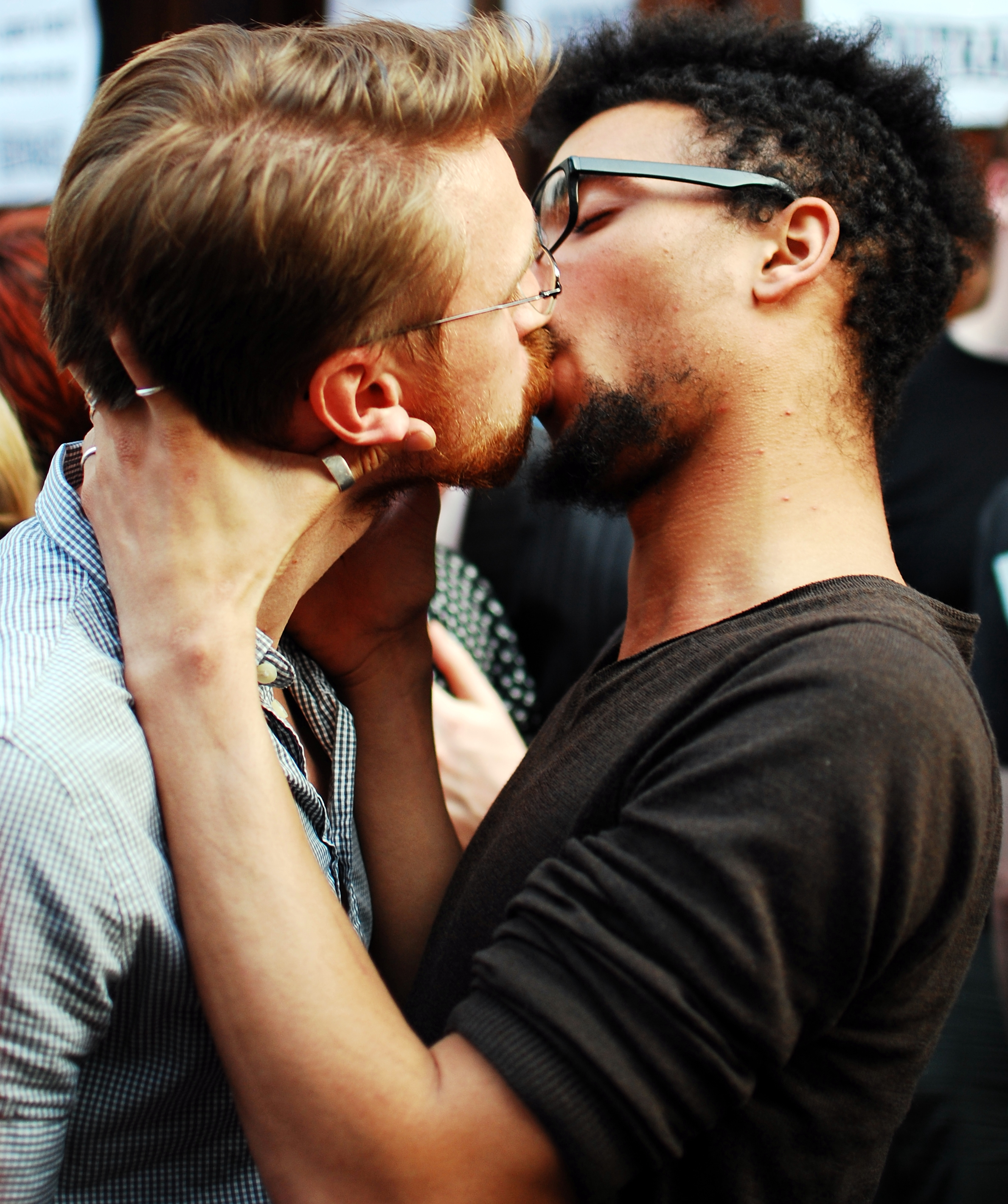
Dois homens que se beijam; os beijos homossexuais não possuem aspectos que os diferenciem dos beijos heterossexuais

Sexólogos têm escrito que, ao contrário do que se pensa, a forma mais comum de um homem homossexual levar outro ao orgasmo não é através do sexo anal, mas principalmente da felação e da masturbação (e há desacordo entre os pesquisadores quanto a qual das duas primeiras teria maior incidência). Pesquisadores também atestam que um dos atos mais comuns do sexo homossexual seria o de esfregar os órgãos genitais entre as coxas do outro (coito interfemoral) ou de encontro a outras partes (frictação ou fricção, embora muitos autores reservem esse termo às práticas homossexuais entre mulheres). Ainda assim, o sexo anal ainda é dos mais praticados pelos homossexuais homens.
Na terminologia de práticas homossexuais masculinas, também são comuns os termos ativo e passivo—o primeiro correspondente ao homem que realiza a penetração e o segundo correspondente ao homem que é penetrado. No início dos estudos de sexologia, ambos os termos deram margem a muitas confusões entre autores; porque passou-se em princípio a chamar-se ativo o homem que faria o "papel" de homem numa relação homossexual, enquanto passivo seria aquele que faria o papel de "mulher"; embora essa associação se preserve na mentalidade popular, não é mais usada na psicologia e os estudiosos modernos entendem que, em âmbito de complexidade, muitas vezes um parceiro homossexual pode desempenhar sexualmente ambos os "papéis", sendo ativo e passivo, e que numa relação sexual que se estende a nível amoroso e afetivo, muitas vezes o passivo também pode dominar e liderar o outro como qualquer outra relação humana. Em estudos da década de 1980 constatou-se que haveria mais ativos que passivos.
A alta sensibilidade naturalmente erótica no ânus de qualquer ser humano faz com que os sexólogos afirmem que não há dados que justifiquem que os homossexuais obtêm mais prazer sexual que os heterossexuais, embora certos heterossexuais rejeitem o sexo anal por razões de estética (associação a fezes).

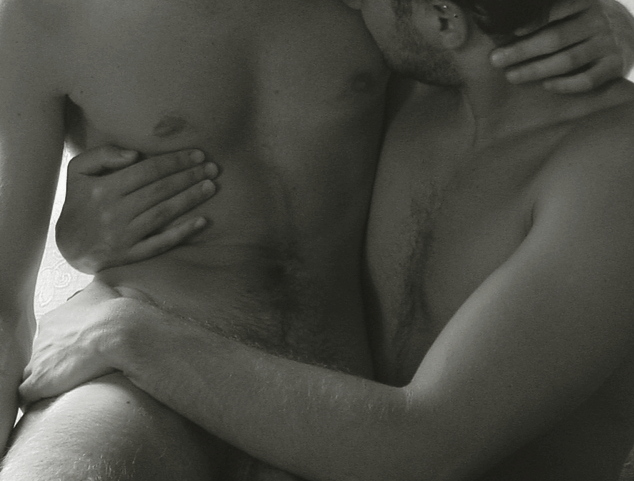
Os homossexuais apresentam características em relação ao sexo semelhantes às dos heterossexuais, como fetiches e fantasias românticas

Heterossexuais homens, escrevem os sexólogos, muitas vezes não permitem que suas parceiras sexuais mulheres estimulem ou mesmo penetrem seu ânus porque isso lhes conferiria uma "feminilidade" ou conotação homossexual, embora os autores confirmem em pesquisas que os passivos homossexuais nem sempre são afeminados. De fato, sexólogos têm escrito que tais noções são estereótipos ligados ao machismo que incide nas relações heterossexuais; e que muitas vezes o passivo "pode ser o mais 'másculo' dos dois, em aparência física, maneiras e personalidade".
Dados de pesquisa indicam que pelo menos metade dos homossexuais desempenha usualmente os dois papéis durante um encontro e, ao todo, cerca de três dentre cada quatro homossexuais têm experiência tanto do papel passivo quanto do ativo. Entre outras práticas homossexuais está a anilíngua e a cunilíngua, também praticadas por heterossexuais, além de todas as outras costumeiramente conhecidas; e o fistfucking que, embora seja mais raro, e muitas vezes seja associado a pessoas que aderem ao sadomasoquismo, quase não é encontrado entre os heterossexuais. Além disso, os homossexuais apresentam características em relação ao sexo muito semelhantes às dos heterossexuais: têm fetiches, muitas vezes falam durante os atos sexuais, podem praticar ou não sexo grupal (por vezes somente com mais um homossexual, a fim de realizarem penetração dupla em um passivo como acontece em práticas heterossexuais, com a diferença de que neste caso os dois pênis penetram no ânus), e também podem ter fantasias românticas e/ou sexuais com celebridades ou conhecidos íntimos ou não.

### Mulheres homossexuais

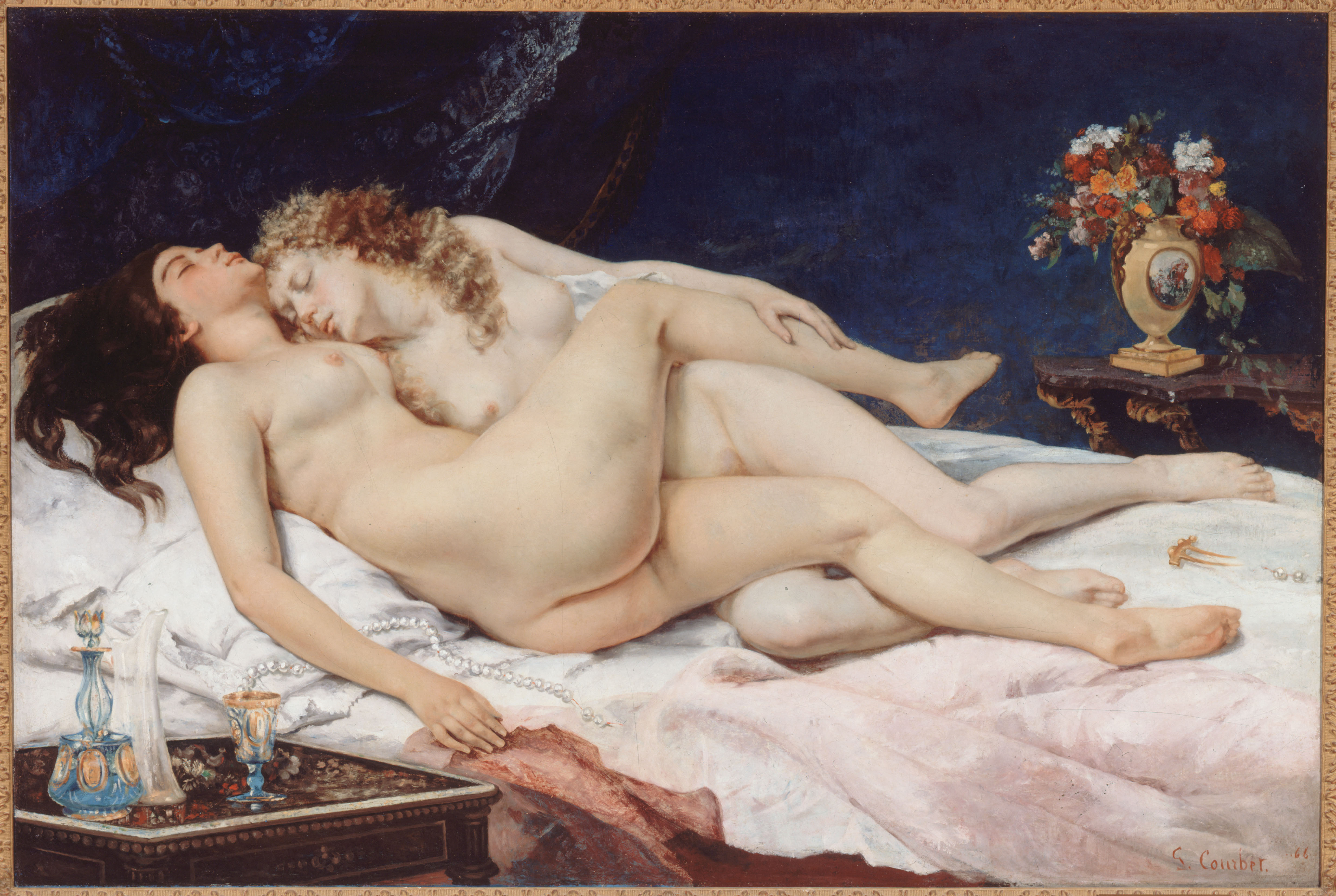
Les Deux Amies, de Gustave Courbet (1866)

Os estudiosos têm notado que a lesbianidade em seu aspecto físico provoca as mais extremadas reações: enquanto moralmente é por vezes reprovado, a maioria dos homens heterossexuais possuem uma espécie de fascínio por duas mulheres que se beijem e/ou tenham relações sexuais. Alguns sexólogos escrevem que, por outro lado, existe um segundo tipo de homens que, feridos por seu "orgulho masculino", desprezariam as mulheres que dispensassem o pênis numa relação sexual; de fato, numa relação sexual entre duas lésbicas, o erotismo feminino e as características físicas da parceira parecem vir em primeiro lugar.
Não se sabe qual é a prática sexual preferida das mulheres, mas pesquisas afirmam que talvez possa ser o de papel passivo na cunilíngua, e isso estaria associado à estimulação do ponto G e/ou do clítoris. Por conta disso, muitas vezes o "69 lésbico" seria dispensado para que apenas uma das parceiras receba estimulação na vulva pelos lábios e língua da outra.
Outro termo muito usado quando se escreve sobre práticas homossexuais femininas é o tribadismo, em que duas parceiras pratiquem uma fricção, ou seja, um encontro entre as vulvas de ambas. Diversos sexólogos têm escrito que, ao contrário do que se pensa, o prazer sexual não deriva somente das vaginas de ambas as parceiras, mas principalmente pelo encontro entre suas coxas. As práticas homossexuais entre mulheres também incluem penetração, mas com menor frequência; no entanto, quando praticada, é mais comum que a estimulação do órgão genital da parceira seja realizada manualmente ou, em outros casos, com um dildo (pênis artificial), embora esse seja mais raro.

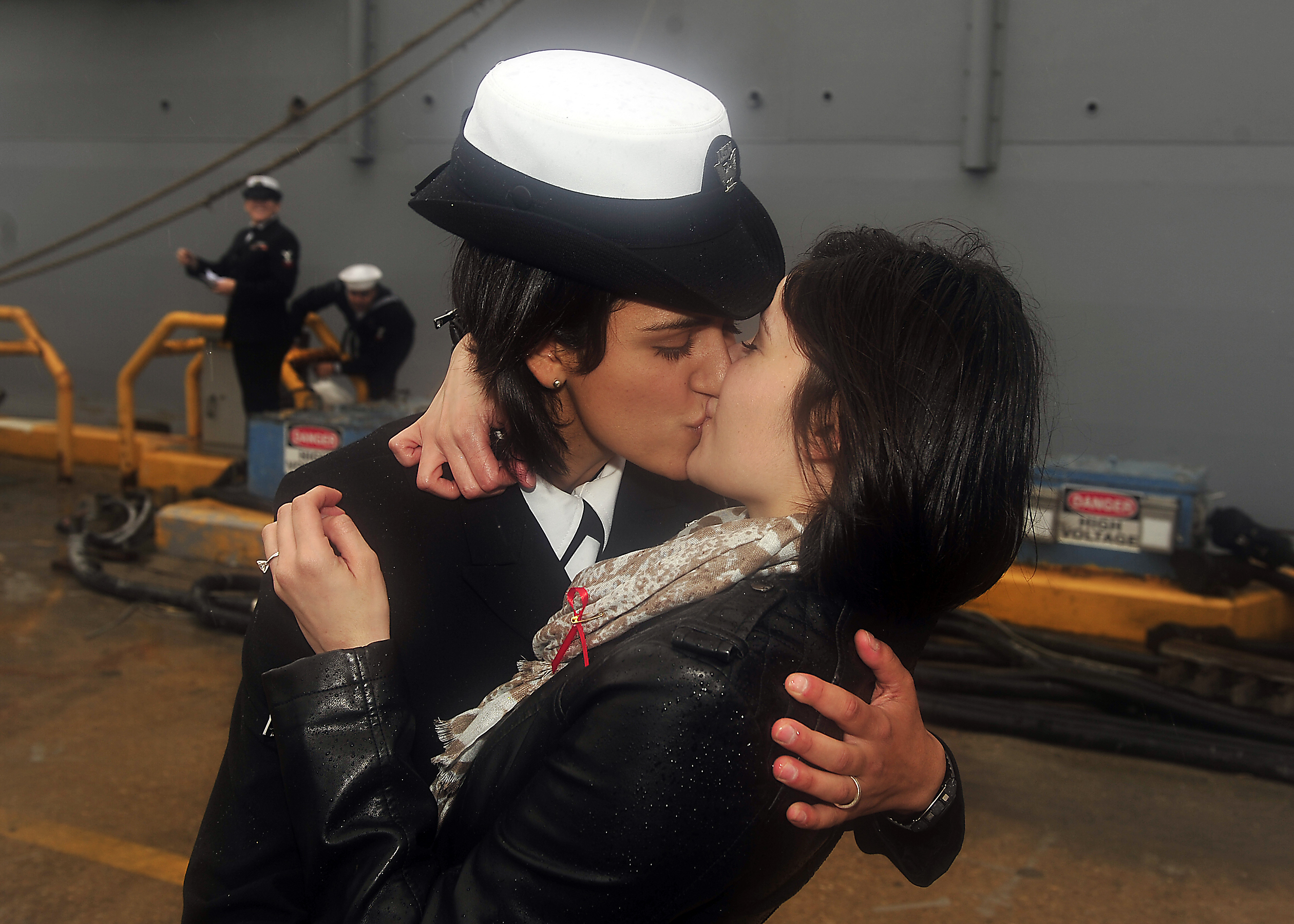
Uma oficial da Marinha dos Estados Unidos beija sua noiva ao desembarcar

Certos estudiosos também pretendem pesquisar se o interesse lésbico por imitações de pênis não significaria uma frustração da falta de um pênis real; alguns afirmam que não se pode generalizar acerca de todos os casos de lésbicas, enquanto outros afirmam que as que utilizam pênis artificiais não possuem interesses sexuais ou mesmo afetivos por homens. Pesquisas revelam que a utilização de pênis artificiais seria, para as lésbicas, uma tentativa da busca de "algo mais" assim como acontece com parceiros heterossexuais que buscam outras formas de "enriquecer" suas práticas de sexo. Outras práticas sexuais entre lésbicas, e que são menos comuns, incluem o fistfucking, o sexo anal, que é tido como secundário numa relação lésbica, muitas vezes realizado manualmente ou com dildos; e práticas sadomasoquistas que, embora muito raras, podem incluir o uso de chicotes e flagelação como entre os heterossexuais sadomasoquistas. Outro assunto de interesse entre estudiosos e sexólogos é saber se as lésbicas possuem atração sexual por mamilos tanto quanto os homens heterossexuais, e a maior parte dos autores escrevem que o interesse é relativo mas semelhante.

## Demografia

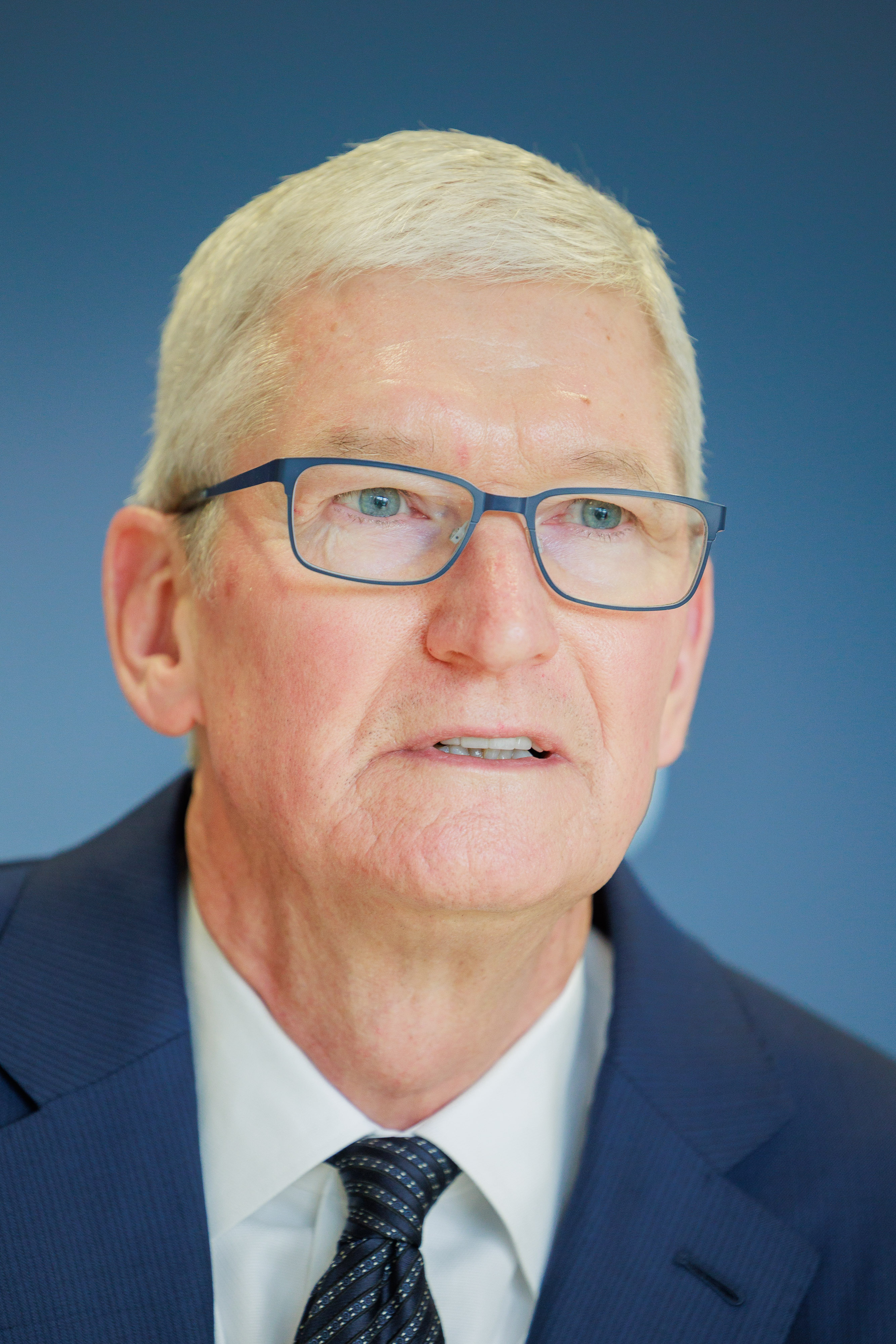
Em outubro de 2014, Tim Cook, o CEO da Apple, tornou-se o primeiro CEO da Fortune 500 a assumir-se homossexual publicamente

Dados confiáveis quanto ao tamanho da população de homossexuais são informações valiosas para a política pública. Por exemplo, a demografia ajudaria no cálculo dos custos e benefícios das prestações de parceria doméstica, o impacto da legalização da adoção por homossexuais e o impacto da política Don't Ask, Don't Tell das Forças Armadas dos Estados Unidos. Além disso, o conhecimento do "tamanho da população homossexual é uma promessa para ajudar os cientistas sociais compreenderem uma ampla gama de questões importantes, questões sobre a natureza geral das escolhas do mercado de trabalho, a acumulação de capital humano, a especialização dentro das famílias, discriminação e as decisões sobre a localização geográfica". Medir a prevalência da homossexualidade pode apresentar dificuldades. A pesquisa deve medir algumas características que podem ou não ser a definição de orientação sexual. A classe das pessoas com desejos pelo mesmo sexo pode ser maior do que a classe de pessoas que colocam esses desejos em prática, que por sua vez pode ser maior do que a classe de pessoas que se auto-identificam como gay/lésbica/bissexual.
Em 1948 e 1953 Alfred Kinsey relatou que cerca de 46% dos indivíduos do sexo masculino tinha "reagido" sexualmente a pessoas de ambos os sexos ao longo de sua vida adulta e que 37% deles tinham tido pelo menos uma experiência homossexual. A metodologia de Kinsey foi criticada. Um estudo mais recente tentou eliminar o viés de amostragem, mas mesmo assim chegou a conclusões semelhantes.
As estimativas da ocorrência da homossexualidade exclusiva variam de um a vinte por cento da população, normalmente concluindo que há um pouco mais de homossexuais masculinos do que femininos. 
Estimativas da frequência de atividade sexual também podem variar de um país para outro. Um estudo de 1992 relatou que 6,1% dos homens no Reino Unido já teve uma experiência homossexual, enquanto na França o número foi de 4,1%. Segundo uma pesquisa realizada em 2003, 12% dos noruegueses já tinham feito sexo homossexual. De acordo com uma sondagem de 2008, enquanto apenas 6% dos britânicos definem sua orientação sexual como homossexuais ou bissexuais, mais que o dobro (13%) dos britânicos já tiveram alguma forma de contato sexual com alguém do mesmo sexo.

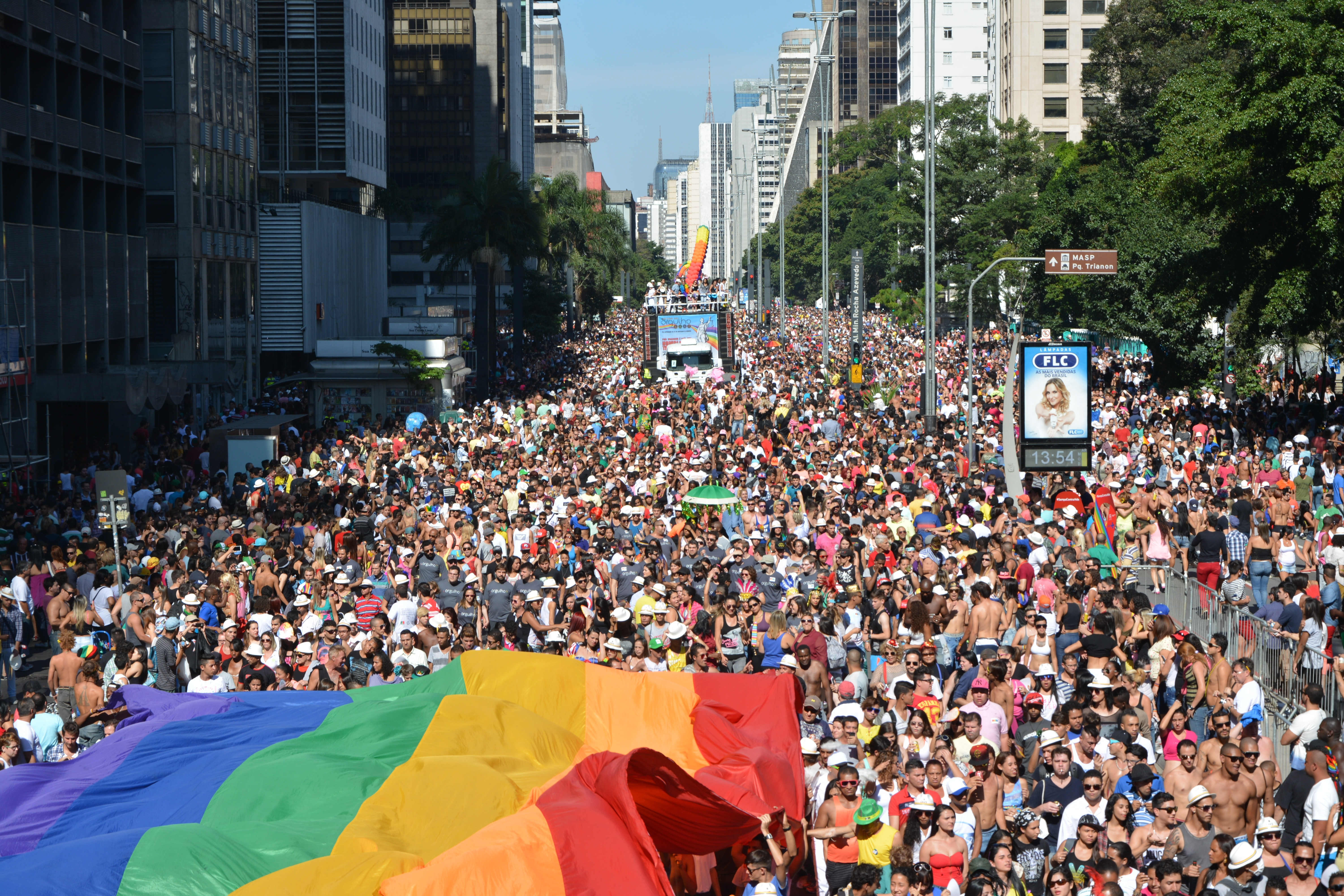
XVIII Parada do orgulho LGBT de São Paulo, Brasil, em 2014

Na Nova Zelândia, um estudo de 2006 sugeriu que 20% da população anônima relatou alguns sentimentos homossexuais, sendo que alguns deles se identificam como homossexuais. A percentagem de pessoas que se identificaram como homossexuais foi de 2–3%.
Nos Estados Unidos, de acordo com uma pesquisa realizada para as eleições presidenciais de 2008, 4% do eleitorado autoidentificava-se como gay, lésbica ou bissexual, a mesma percentagem de 2004.
Em pesquisa realizada no Brasil em 2008 os dados indicam que 10% dos homens e 5,2% das mulheres com idade entre 15 e 64 anos já tiveram uma relação homossexual na vida, totalizando uma média geral de 7,6%. No mesmo estudo, entre a população mais jovem, com idade entre 15 e 24 anos a média encontrada foi de 8,7% enquanto entre a população mais idosa, com idade de 50 a 64 anos, a média obtida foi de 5,6%. Apesar desse item específico da pesquisa ser bastante genérico, questionando apenas se o entrevistado teve ao menos uma "Relação sexual com pessoa do mesmo sexo na vida", o contraste entre as médias obtidas por faixa etária mostram que os brasileiros estão a relacionar-se mais de forma homossexual e criando novos grupos LGBT do que no passado.

## Homossexualidade e ciência

### Biogenética
O neurobiólogo Roger Gorski, da Universidade da Califórnia, EUA, fez experiências em laboratórios com ratos cujas fêmeas prenhas receberam testosterona — o hormônio sexual masculino — ainda em fase intrauterina. Observou que, desde a primeira fase da vida, os filhotes do sexo feminino mostravam comportamentos masculinos, como gostos, brincadeiras mais agressivas além de sentirem-se mais atraídas por fêmeas. O estudo, contudo, não foi conclusivo pois os filhotes do sexo masculino cujas fêmeas progenitoras receberam hormônios femininos (estradiol e progesterona) não desenvolveram significativas características femininas.
No ramo da ciência da genética vários estudos têm sido realizados no sentido de investigar origens hereditárias para a homossexualidade. Um dos estudos mais conhecidos nesse sentido, apresentado a primeira vez em 1993 pelo cientista Dean Hamer, tenta estabelecer uma correlação entre a homossexualidade masculina com o gene Xq28. É efetivamente uma tese que coloca a homossexualidade não como uma opção ou estilo de vida, mas sim como resultado de uma variação genética. Considere-se, contudo, que existem estudos que contradizem a influência do gene Xq28 para explicar a homossexualidade. Num novo estudo conduzido pela KAIST foi possível criar artificialmente o comportamento homossexual em ratas fêmeas através de uma manipulação genética. Nesse estudo alguns genes relacionados ao equilíbrio do hormônio estrogênio foram intencionalmente suprimidos verificando-se uma preferência homossexual estatisticamente relevante em relação a um grupo de controle, lançando novas dúvidas de que o comportamento homossexual em mamíferos possa ter um fator genético.
Outro estudo posterior, publicado na Associação Americana para o Avanço da Ciência (AAAS) pós estudar a informação genética de 470 mil pessoas, que vem dizer que há cinco locais do genoma humano espalhados ao longo da cadeia de ADN em que uma alteração numa dessas moléculas parece influenciar ligeiramente a possibilidade de alguém ter uma predisposição natural para desenvolver uma afinidade sexual com alguém do mesmo sexo — mesmo que não seja homossexual. Mais: nem todos os homossexuais exibem esses traços genéticas. Ou seja, a orientação sexual pode ser influenciada pelos genes, mas não determinada por eles.
No entanto essa tese, de que a homossexualidade pode ter origens genéticas, tem sido recusada tanto por aqueles que consideram a homossexualidade como algo negativo como os que consideram algo a defender.

### Psicologia
A psicologia foi uma das primeiras disciplinas a estudar a orientação homossexual como um fenômeno discreto. As primeiras tentativas de classificar a homossexualidade como uma doença foram feitas pelo movimento sexólogo europeu no final do século XIX. Em 1886 o notável sexólogo Richard von Krafft-Ebing listou a homossexualidade junto com 200 outros estudos de casos de práticas sexuais desviantes em sua obra definitiva, Psychopathia Sexualis. Krafft-Ebing propôs que a homossexualidade era causada por uma "inversão [durante o nascimento] congênita" ou uma "inversão adquirida". Nas duas últimas décadas do século XIX, uma visão diferente começou a predominar nos círculos médicos e psiquiátricos, a julgar o comportamento, como indicativo de um tipo de pessoa com uma definida e relativamente estável na orientação sexual. No final do século XIX e início do século XX, os modelos patológicos da homossexualidade eram padrão.
A Associação Americana de Psiquiatria, a Associação Americana de Psicologia e a Associação Nacional dos Trabalhadores Sociais declararam:
A pesquisa e a literatura clínica demonstram que atração sexual e romântica pelo mesmo sexo são sentimentos e comportamentos normais e variações positivas da sexualidade humana. O consenso de longa data das ciências comportamentais e sociais e dos profissionais de saúde e saúde mental é que a homossexualidade, por si só, é uma variação normal e positiva da orientação sexual humana. A homossexualidade era listada na CID-9 (1977) da Organização Mundial de Saúde como um doença mental, mas foi retirada no CID-10, aprovada pela Quadragésima Terceira Assembleia Mundial da Saúde em 17 de maio de 1990. Tal como o DSM-II, a CID-10 adicionou a orientação sexual egodistônica na lista, o que se refere a pessoas que querem mudar suas identidades de gênero ou orientações sexuais por causa de um distúrbio psicológico ou comportamental (F66.1). A Sociedade Chinesa de Psiquiatria retirou a homossexualidade da Classificação Chinesa de Transtornos Mentais em 2001, após cinco anos de estudo pela associação.
O Royal College of Psychiatrists, do Reino Unido, afirmou:
No Brasil, em 1985, o Conselho Federal de Psicologia deixa de considerar a homossexualidade como um desvio sexual e, em 1999, estabelece regras para a atuação dos psicólogos em relação à questões de orientação sexual, declarando que "a homossexualidade não constitui doença, nem distúrbio e nem perversão" e que os psicólogos não colaborarão com eventos e serviços que proponham tratamento e cura da homossexualidade. Em 1984, a Associação Brasileira de Psiquiatria (ABP) posicionou-se contra a discriminação e considerou a homossexualidade como algo não prejudicial à sociedade, quando aprovou uma resolução que dizia:

Em 17 de maio de 1990, a Organização Mundial da Saúde (OMS) retirou a homossexualidade da Classificação Internacional de Doenças (sigla CID)

A maioria dos gays, lésbicas, bissexuais e pessoas que procuram a psicoterapia fazem-no pelas mesmas razões que as pessoas heterossexuais (estresse, dificuldades de relacionamento, dificuldade de adaptação às novas situações sociais ou de trabalho, etc.); sua orientação sexual pode ter uma importância primária, acidental ou não ter importância às suas questões e tratamento. Seja qual for o problema, ainda há um alto risco de viés antigay na psicoterapia com clientes gays, lésbicas e bissexuais. A pesquisa psicológica neste domínio tem sido relevante para a luta contra atitudes e ações prejudiciais ("homofóbicas") e o movimento pelos direitos LGBT em geral.
A aplicação adequada de psicoterapia afirmativa baseia-se nos seguintes fatos científicos:
- Atração sexual pelo mesmo sexo, comportamentos e orientações por si só são normais e positivas variantes da sexualidade humana, em outras palavras, não são indicadores de transtornos mentais ou de desenvolvimento.
- A homossexualidade e a bissexualidade são estigmatizadas, e este estigma pode ter uma variedade de consequências negativas (por exemplo, estresse) ao longo do ciclo de vida (D'Augelli & Patterson, 1995; DiPlacido, 1998; Herek e granadas, 2007; Meyer, 1995, 2003).
- Atração sexual pelo mesmo sexo e comportamento pode ocorrer no contexto de uma variedade de orientações sexuais e identidades (Diamond, 2006; Hoburg et al., 2004; Rust, 1996; Savin-Williams, 2005).
- Homens gays, lésbicas e indivíduos bissexuais podem viver uma vida satisfatória, bem como um relacionamento afetivo e famílias estáveis, que são equivalentes aos relacionamentos heterossexuais em aspectos essenciais (APA, 2005c; Kurdek, 2001, 2003, 2004; Fingerhut & Peplau, 2007 ),.
- Não há estudos empíricos ou pesquisas que suportem teorias que atribuem a orientação sexual a disfunção familiar ou traumas (Bell et al., 1981; Bene, 1965; Freund & Blanchard, 1983; Freund & Pinkava, 1961; Hooker, 1969; McCord et al., 1962; Peters & DK Cantrell, 1991 Siegelman;, 1974, 1981; Townes et al., 1976).

#### Psicobiologia
Nos anos 2000, as pesquisas da neurociência demonstraram que os seres humanos estimulam suas zonas erógenas porque esta provoca recompensas no cérebro. Essas recompensas, em particular o orgasmo, são observadas no nível da consciência como sensações de prazer erótico e satisfação. Em suma, o ser humano busca as atividades sexuais porque elas fornecem prazeres eróticos intensos. Entre os seres humanos (assim como entre os chimpanzés, orangotangos e golfinhos), o comportamento sexual não é mais um comportamento de reprodução, mas se tornou um comportamento erótico. Durante a evolução, a importância e influência dos hormônios e dos feromônios sobre o comportamento sexual diminuiu. Entre os mamíferos menos complexos, são os feromônios que estão na origem da heterossexualidade. Em contraste, a importância das recompensas se tornou maior. Nos seres humanos, o objetivo do comportamento sexual não é mais o coito vaginal e sim a busca de prazeres eróticos, obtidos pela estimulação do corpo e das zonas erógenas, pouco importa o sexo do parceiro.
Por todos esses motivos, biologicamente a sexualidade humana seria um tanto bissexual. No entanto a influência do contexto cultural e das experiências pessoais é maior no desenvolvimento da orientação sexual. A homossexualidade, a heterossexualidade e a bissexualidade são possibilidades "biologicamente normais" do desenvolvimento. A maior influência do contexto cultural é bem evidenciada pela sociedade grega da Antiguidade, em que a mulher tinha uma posição social inferior à do homem. O amor mais desejável, o "amor celeste", era homossexual. A heterossexualidade era desvalorizada, e as esposas serviam como progenitoras de uma descendência legítima e guardiãs fiéis do lar. Em contraste, o heterossexismo e a homofobia nas sociedades ocidentais são provavelmente o fator da origem da preponderância atual do comportamento heterossexual. Malgrado a pressão cultural, algumas pessoas prefeririam as atividades homossexuais. Outras evidências apontam que, em certos casos, a preferência sexual pela homossexualidade proviria de circunstâncias particulares, como experiências positivas que se teria vivido com pessoas do mesmo sexo.

### Críticas às ciências passadas

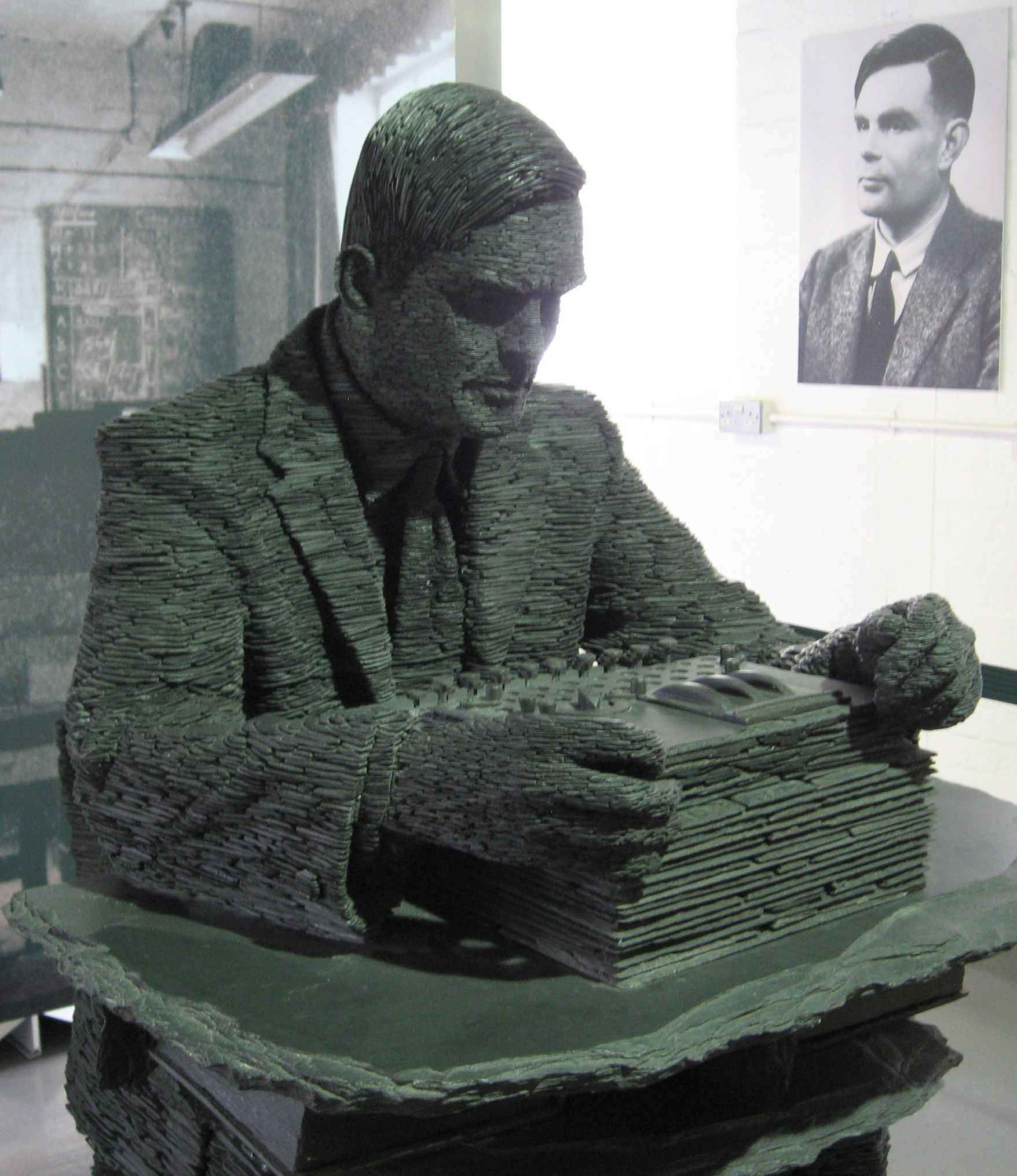
Estátua de Alan Turing (1912–1954), o matemático britânico responsável por decifrar a máquina Enigma, usada pelos nazistas durante a Segunda Guerra Mundial. Em 1952 ele foi condenado a sofrer uma castração química, como alternativa à prisão, apenas por ser homossexual

Há diversas críticas às tentativas de explicações científicas para a homossexualidade, principalmente porque a maioria delas começa a ser desenvolvida ainda no século XIX, quando se procuravam comprovações científicas para afirmar que determinadas características humanas tornariam um indivíduo superior a outro. E buscar interpretar a complexidade do comportamento humano com base no estudo do comportamento animal — dizem os críticos — não tem sentido (Veja-se darwinismo social).
Quanto às pesquisas neuro-bioquímicas, os seus críticos indicam que "existe o risco de alguns pesquisadores estarem, na verdade, procurando uma forma de 'curar' tal comportamento, seja mapear o que gera o desejo homossexual, para depois convertê-lo em desejo heterossexual". Nesse contexto um dos exemplos marcantes foi a teoria desenvolvida por Magnus Hirschfeld a respeito da homossexualidade. Hirschfeld defendia a teoria de que a homossexualidade era nata e não modificável, explicada por diferenças de natureza hormonal. A teoria de Hirschfeld, que foi um grande ativista, buscando veementemente a derrubada do Parágrafo 175 na Alemanha pré segunda guerra foi polemizada por Freud em seu livro Three Essays on the Theory of Sexuality (1905). A Terapia de Choques Elétricos foi aplicada por Ugo Cerletti a partir de 1938 para várias finalidades, incluído a tentativa de cura para a homossexualidade utilizando o pressuposto de que se a homossexualidade tem explicações neuro-bioquímicas, então ela é curável. Na mesma linha, a lobotomia, desenvolvida por António Egas Moniz em 1935, também foi aplicada como tratamento da homossexualidade até 1979 na Alemanha. No domínio das explicações psicológicas, há a constatação de que não é porque alguns fatos se mostraram verdadeiros para alguns indivíduos, eles o serão para todos os casos, ou seja, com tais construções de pensamento ocorre a prática de generalização indevida e precipitada, bem como adoção de procedimentos errados, inadequados e contraproducentes. Ainda dentro das explicações psicológicas, estudos iniciados por Harry Benjamin mostraram ao longo de décadas de estudos que o tratamento psiquiátrico é ineficaz para tratar ("curar") a transexualidade, por exemplo, servindo apenas como terapia de apoio.
Uma crítica em relação a essas tentativas de explicação é o seu foco em explicar a homossexualidade e pouco se preocuparem em explicar a orientação sexual em geral, e a heterossexualidade em particular.

## Direito, política, sociedade e sociologia

### Legalidade
| Homossexualidade ilegal:                                                                 |
| Pena de morte                                                                            |
| Prisão; pena de morte não posta em prática                                               |
| Morte sob milícias                                                                       |
| Prisão, com encarceramento ou detenção                                                   |
| Prisão, mas não posto em prática1                                                        |
| Homossexualidade legal:                                                                  |
| Casamento igualitário                                                                    |
| Reconhecimento de casamentos feitos em outras jurisdições                                |
| Reconhecimento limitado (de residentes estrangeiros)                                     |
| Sem reconhecimento legal, mas algumas instituições oferecem certificação não vinculativa |
| Reconhecimento de uniões:                                                                |
| União civil                                                                              |
| Coabitação não registrada                                                                |
| Nenhum                                                                                   |
| Restrições à liberdade de expressão                                                      |

A maioria das nações não impedem o sexo consensual entre pessoas não relacionadas acima da idade de consentimento local. Alguns países também reconhecem direitos, proteções e privilégios iguais para as estruturas da família de casais de mesmo sexo, inclusive o casamento. Alguns países delegam que todos os indivíduos limitem-se a relações heterossexuais, isto é, em algumas jurisdições, a atividade homossexual é ilegal. Infratores podem enfrentar a pena de morte em algumas áreas fundamentalistas muçulmanas, como o Irã e partes da Nigéria. Há, no entanto, muitas vezes, diferenças significativas entre a política oficial e aplicação no mundo real.
Embora os atos homossexuais tenham sido descriminalizados na maior parte do mundo ocidental, como a Polônia em 1932, Dinamarca em 1933, na Suécia em 1944, e no Reino Unido em 1967, foi apenas em meados dos anos 1970 que a comunidade gay começou a alcançar direitos civis limitados em alguns países desenvolvidos. Um ponto de virada foi alcançado em 1973 quando a Associação Americana de Psiquiatria retirou a homossexualidade do Manual Diagnóstico e Estatístico de Transtornos Mentais, negando assim a definição prévia da homossexualidade como um transtorno mental clínico. Em 1977, Quebec tornou-se a primeira jurisdição estadual do mundo a proibir a discriminação em razão da orientação sexual. Durante os anos 1980 e 1990, os países mais desenvolvidos promulgaram leis que descriminalizaram a conduta homossexual e proibiram a discriminação contra gays e lésbicas no emprego, habitação e serviços. Entretanto, atualmente muitos países do Oriente Médio e da África, bem como vários países da Ásia, do Caribe e do Pacífico Sul ainda proíbem a homossexualidade. Em seis países, o comportamento homossexual é punido com prisão perpétua, em outros dez, com a pena de morte.
Em 2 de julho de 2009, a homossexualidade foi descriminalizada na Índia por uma decisão do Tribunal Superior do país. No Brasil, em 5 de maio de 2011, o Supremo Tribunal Federal reconheceu, por unanimidade, a união estável entre casais homossexuais. Desta forma, os mesmos direitos concedidos a casais heterossexuais também são válidos para as uniões homoafetivas, como pensões, heranças, aposentadorias e inclusão em planos de saúde.

### Antropologia
Estudos de antropologia têm constatado que muitos povos adotam hoje a homossexualidade como parte da formação juvenil. Numa famosa compilação efetuada em 1952, por exemplo, os pesquisadores Clellan S. Ford e Frank A. Beach apuraram que a homossexualidade era tida como aceitável e normal em 49 das 76 sociedades sobre as quais havia dados antropológicos a respeito. Inclusive, em algumas delas, todos os homens a praticavam em alguma fase de sua vida. Em algumas tribos da Nova Guiné (kerski, kiwai, kukukuku, marind-anim e outras) as primeiras experiências sexuais dos rapazes eram com homens mais velhos. Tipicamente, o homem só adquiriria status para casar com uma mulher após na puberdade praticar coito anal passivo e mais tarde iniciar um rapaz mais novo. E, ainda assim, mesmo depois de casados, muitos dos homens podiam continuar a ter relações homossexuais paralelas. Por outro lado, a homossexualidade exclusiva, tanto em relação a homens e lésbicas, era desconhecida e incompreensível nessas sociedades.
Além disso, existem formas institucionalizadas de homossexualidade entre diversos índios da América do Norte, em tribos africanas, da Oceania e da Sibéria. Na tribo sudanesa dos bobo-nienequés, viúvas estéreis podiam comprar uma noiva e desposá-la na forma tradicional. O status da noiva, por sua vez, até então inferior nessas tribos, melhorava consideravelmente com o papel de "marido" e mais ainda quando a "esposa" engravidava por meio de um amante do sexo masculino que todos fingiam ignorar. Além disso, muitos povos indígenas norte-americanos permitiam que certos homossexuais exclusivos assumissem o papel de bardoche (nas tribos da nação sioux) ou alyha (tribos mojaves), e estes homossexuais usavam trajes femininos, assumiam tarefas e status de mulher e tinham permissão de conviver com um "marido", além de praticarem coito anal passivo. Muitos antropólogos afirmam que a homossexualidade, no entanto, não seria amplamente comum e aceitável somente em tribos "selvagens" e prova disso é sua aceitação e expansão durante a civilizada Grécia antiga.

### Ativismo político

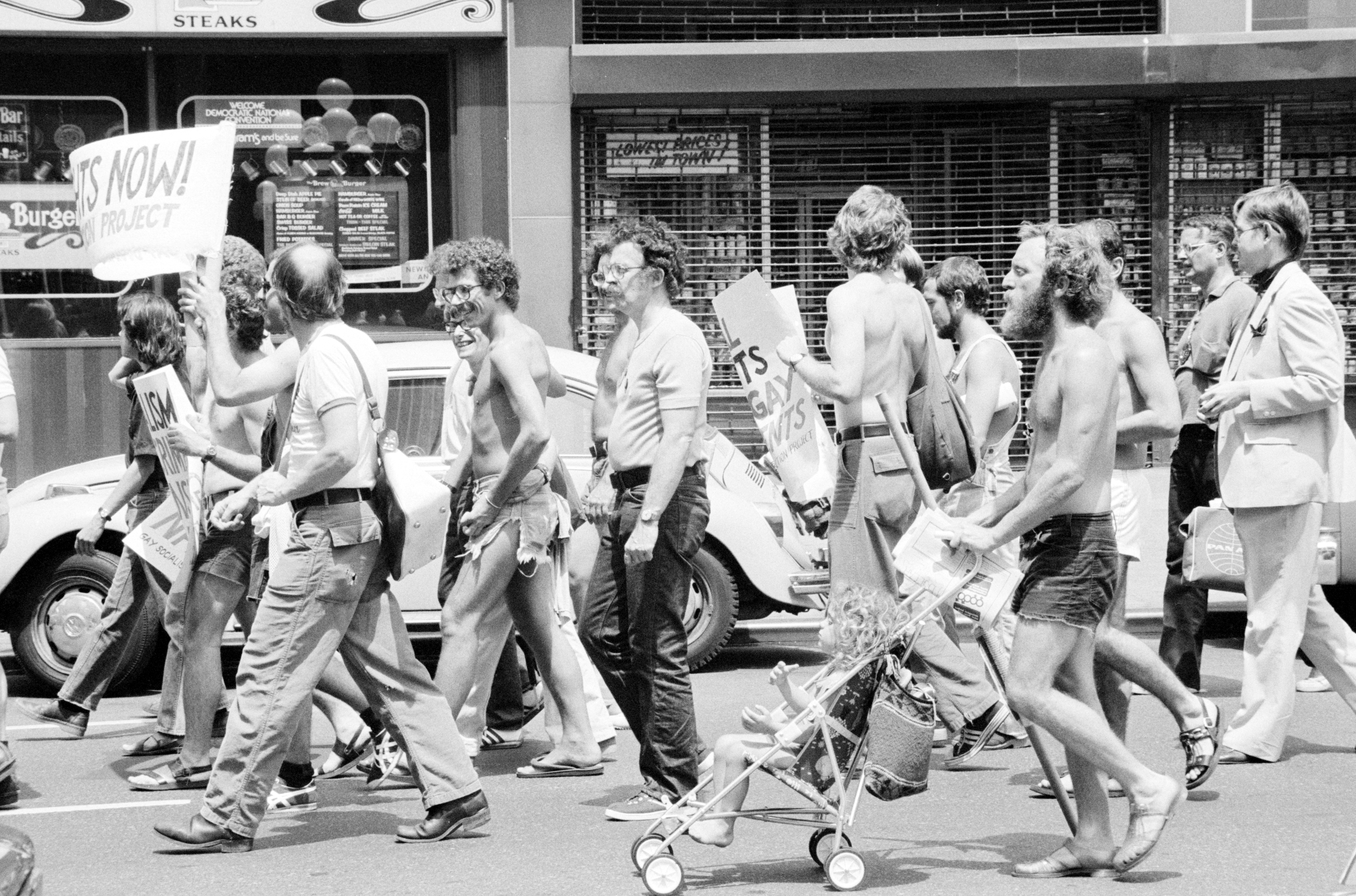
Protestos à favor dos direitos dos homossexuais em Nova Iorque, em 1976

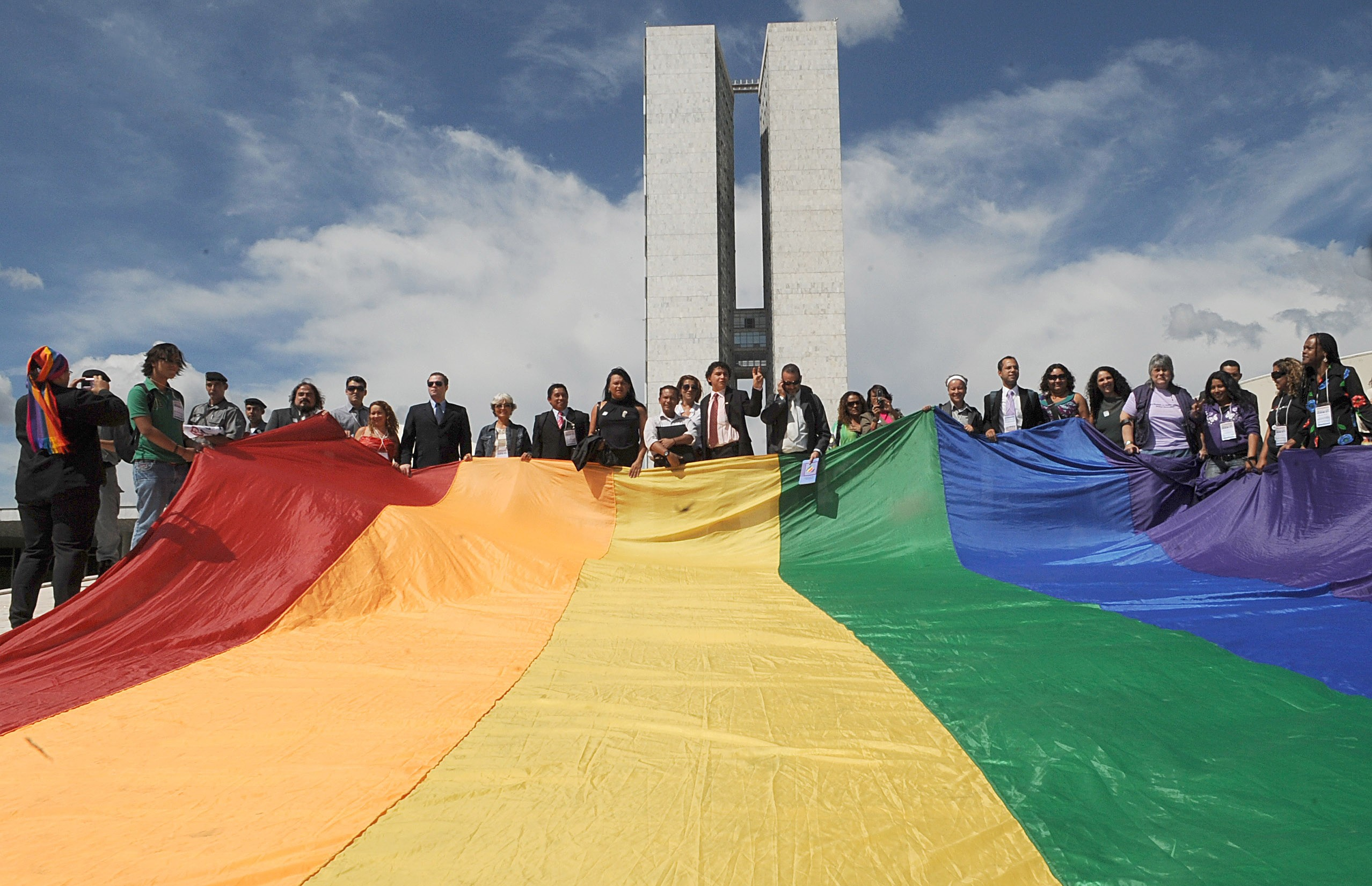
Protesto à favor dos direitos LGBT em frente ao Congresso Nacional do Brasil

Desde 1960, muitas pessoas LGBT no Ocidente, particularmente aquelas em áreas metropolitanas, desenvolveram a chamada "cultura gay". Essa cultura é exemplificada pelo movimento do orgulho gay, com desfiles anuais e exibições de bandeiras arco-íris. No entanto, nem todas as pessoas LGBT optam por participar da "cultura gay", sendo que muitos homens e mulheres gays se recusam a fazê-lo. Para alguns, esse tipo de movimento perpetua estereótipos gays. Para outros, a cultura gay representa a heterofobia e é desprezada por alargar o fosso entre pessoas gays e não-gays.
Com a eclosão da AIDS no início dos anos 1980, muitos grupos e entidades LGBT organizaram campanhas para promover esforços na educação sobre a AIDS, prevenção, pesquisa, apoio a pacientes e extensão à comunidade, bem como para exigir no apoio do governo para esses programas.
O número desconcertante de mortos no início da epidemia de AIDS pareceu retardar o progresso do movimento dos direitos dos homossexuais, mas com o tempo algumas partes da comunidade LGBT foram reanimadas com o serviço da comunidade e a ação política e desafiaram a comunidade heterossexual para responder com compaixão. Filmes de grandes estúdios estadunidenses que, a partir deste período, dramatizaram a resposta de indivíduos e de comunidades para a crise da AIDS incluem uma An Early Frost (1985), Longtime Companion (1990) e Filadélfia (1993).
Vários políticos declaradamente gays têm conquistado cargos de governo, mesmo em países que tinham leis contra a sodomia em seu passado recente. Exemplos incluem Guido Westerwelle, Vice-Chanceler da Alemanha, Peter Mandelson, membro do Partido Trabalhista britânico e Per-Kristian Foss, ex-ministro norueguês das finanças.

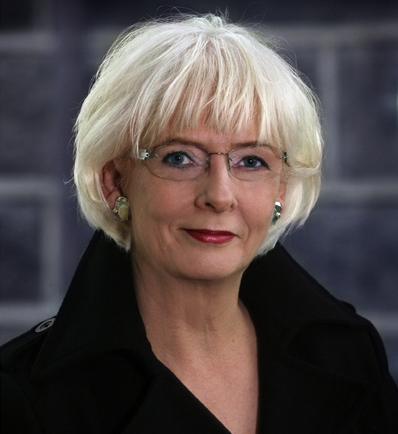
Johanna Sigurdardottir, ex-primeira-ministra da Islândia e a primeira chefe de governo abertamente homossexual desde o fim da antiguidade

Muitos outros políticos e ativistas são ou foram declaradamente homossexuais, entre os quais se destacam Glen Murray (ex-prefeito de Winnipeg, pioneiro em cidades com mais de 500 mil habitantes), Clodovil Hernandes (estilista, apresentador de televisão e o primeiro deputado federal homossexual assumido) Jean Wyllys (ex-deputado federal), David Miranda (deputado federal), Klaus Wowereit (ex-prefeito de Berlim), Ole von Beust (ex-prefeito de Hamburgo), Bertrand Delanoë (ex-prefeito de Paris) e Jerónimo Saavedra (ex-prefeito de Las Palmas de Gran Canaria e ex-governador das Ilhas Canárias).
Apenas recentemente políticos publicamente homossexuais assumiram como chefes de governo de poucos países e estados. Jóhanna Sigurðardóttir foi a primeira chefe de governo abertamente homossexual desde o fim da Antiguidade ao se tornar primeira-ministra da Islândia de 2009 a 2013. Também tiveram (ou tem) chefes de governo LGBT Bélgica (Elio Di Rupo, primeiro-ministro de 2011 a 2014), Luxemburgo (Xavier Bettel, primeiro-ministro de 2013 a 2023), Irlanda (Leo Varadkar, primeiro-ministro de 2017 a 2020) Sérvia (Ana Brnabić, primeira-ministra desde 2017) e França (Gabriel Attal, primeiro-ministro desde 2024). No Brasil, Marcelo Calero (ministro da Cultura de maio a novembro de 2016) foi o primeiro ministro de Estado brasileiro publicamente homossexual, Fabiano Contarato (senador pelo Espírito Santo desde 2019) foi o primeiro homossexual assumido a ser eleito para o Senado brasileiro e Eduardo Leite (governador do Rio Grande do Sul desde 2019) foi o primeiro governador de um estado brasileiro abertamente homossexual.
Nos Estados Unidos, o ex-prefeito de South Bend, Indiana, Pete Buttigieg, pleiteou o cargo de candidato do Partido Democrata na eleição presidencial de 2020. Ele foi o primeiro candidato democrata publicamente gay a entrar na disputa pelo cargo e teria sido o primeiro presidente americano publicamente homossexual, Contudo, em março de 2020, após uma má performance nas primárias na Carolina do Sul, deixou a corrida pela candidatura. O Presidente democrata Joe Biden nomeou Pete em dezembro de 2020, e o Senado o confirmou em fevereiro de 2021, para o cargo de Secretário dos Transportes, sendo o primeiro secretário de gabinete abertamente gay da história americana.
Existe também o célebre caso de Harvey Milk, pioneiro na luta pelo reconhecimento dos direitos civis dos homossexuais nos Estados Unidos, cuja história foi retratada no filme Milk (2008), de Gus Van Sant.
Entretanto, os movimentos LGBT sofrem oposição de uma variedade de indivíduos e organizações civis. Alguns conservadores sociais acreditam que todas as relações sexuais entre pessoas do mesmo sexo minam a família tradicional e que as crianças devem ser criadas em lares com pai e mãe. Alguns críticos têm a preocupação de que o aprofundamento dos direitos dos homossexuais pode entrar em conflito com a liberdade de expressão individual, a liberdade religiosa no local de trabalho, a capacidade de liderar igrejas, organizações de caridade e outras organizações religiosas, de acordo com o próprio ponto de vista religioso e que a aceitação das relações homossexuais por organizações religiosas pode ser forçada através de ameaças de retirada do estatuto de isenção fiscal de igrejas cujas opiniões não se alinham com as do governo.

### Relacionamentos
Em 2006 a Associação Americana de Psicologia, Associação Americana de Psiquiatria e a Associação Nacional de Assistentes Sociais afirmou, em um amicus curiae apresentado à Suprema Corte do Estado da Califórnia:
E as instituições concluíram:

### Parentalidade e adoção

Estatuto jurídico da adoção por casais do mesmo sexo em todo o mundo.
Adoção conjunta e de enteados legal
Adoção de enteados legal
Sem dados/ambíguo

Embora às vezes seja afirmado em debates políticos que casais heterossexuais são pais inerentemente melhores do que casais do mesmo sexo, ou que os filhos de pais homossexuais fiquem piores do que crianças criadas por pais heterossexuais, estas afirmações não encontram qualquer suporte na literatura de pesquisa científica. Na verdade, a promoção deste conceito, e as leis e políticas públicas que encarnam, são claramente contraproducentes para o bem-estar das crianças.
O gênero do pai ou da mãe não é um fator de ajuste para uma criança. A orientação sexual de um indivíduo não determina se essa pessoa será, ou não, um bom pai. Crianças criadas por pais gays ou lésbicas são, normalmente, tão saudáveis, bem-sucedidas e bem ajustadas quanto crianças criadas por pais heterossexuais. A pesquisa que corrobora essa conclusão é aceita inclusive além de qualquer debate sério no campo da psicologia do desenvolvimento.
Declarações das principais associações de especialistas nesta área refletem o consenso profissional de que crianças criadas por pais gays ou lésbicas não diferem, em aspectos importantes, de crianças criadas por pais heterossexuais. Não existe qualquer pesquisa credível empírica que sugira o contrário.

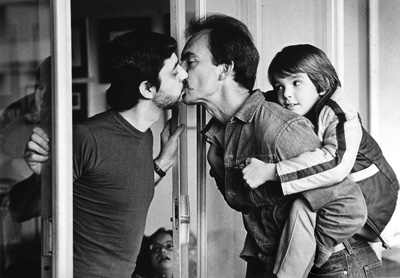
Pais e seu filho na Life Magazine

Se os pais gays, lésbicas ou bissexuais fossem inerentemente menos capazes de criar uma criança do que pais heterossexuais, seus filhos iriam evidenciar problemas, independentemente do tipo de amostra, e este padrão, claramente, não tem sido observado. Tendo em conta as falhas consistentes esta literatura de pesquisa para refutar a hipótese nula, o ónus da prova empírica é sobre aqueles que argumentam que os filhos de pais de minoria sexual se saem pior do que os filhos de pais heterossexuais.
Os Países Baixos tornaram-se no primeiro país no mundo a permitir que casais formados por pessoas do mesmo sexo pudessem adotar crianças. A adoção homoparental é legal em vários países, bem como na esfera jurídica de vários outros.
No entanto, este tipo de adoção ainda é proibido pela maioria dos países, embora muitos debates nas diversas jurisdições ocorram para o permitir. Como o assunto muitas vezes não é especificado por lei (ou julgado inconstitucional), a legalização, muitas vezes, é feita através de pareceres judiciais.

### Serviço militar
As políticas e atitudes em relação à gays e lésbicas militares variam muito ao redor do mundo. Alguns países permitem que pessoas gays, lésbicas e bissexuais sirvam abertamente e lhes concedem os mesmos direitos e privilégios que os seus colegas heterossexuais. Muitos países nem proíbem nem apoiam que pessoas LGBT sirvam às forças armadas.

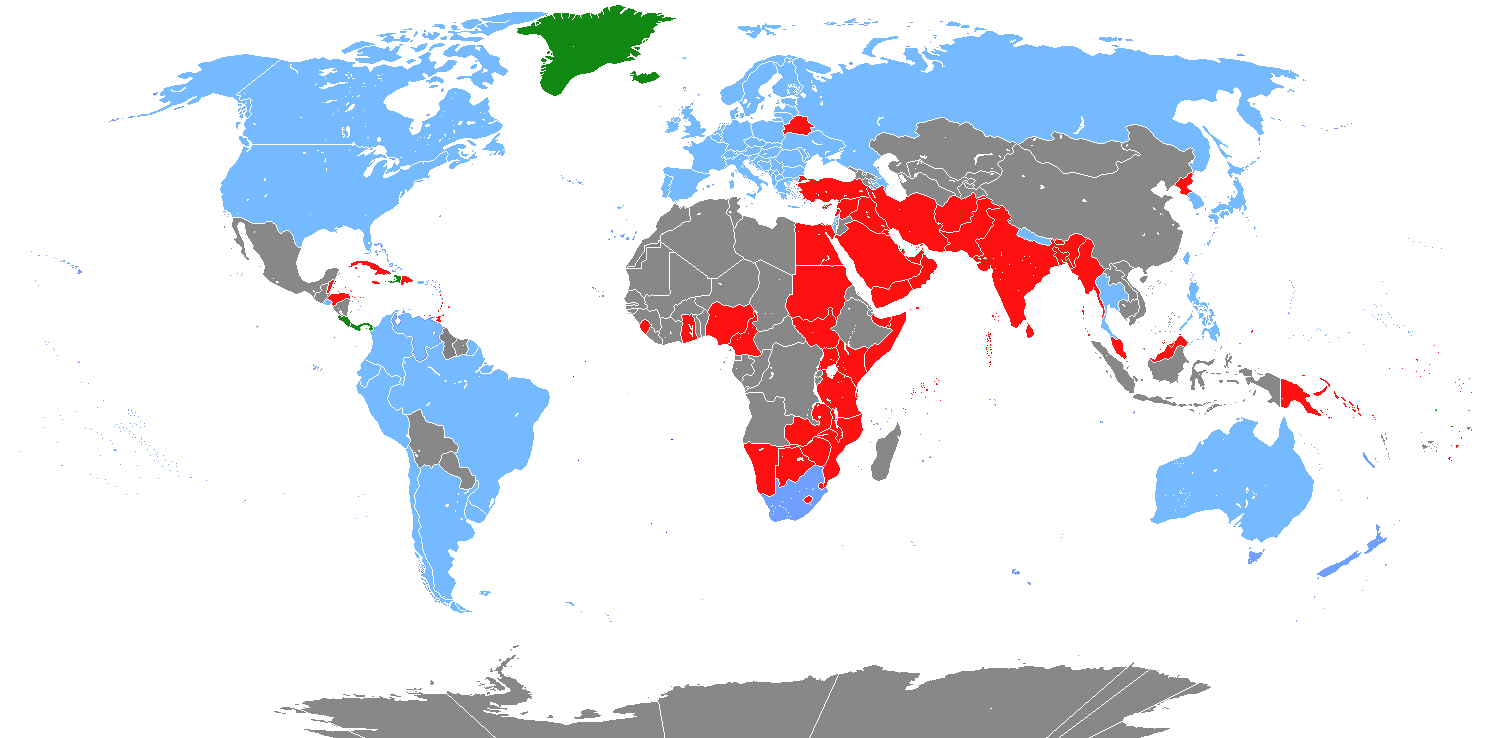
Homossexuais e bissexuais permitidos a servir nas forças armadas
Homossexuais e bissexuais banidos do serviço militar
Sem dados
Países sem forças armadas

Na maioria das forças militares ocidentais foram removidas as políticas de exclusão de membros de minorias sexuais. Dos 26 países que participam da OTAN, mais de 20 permitem que pessoas abertamente gays, lésbicas e bissexuais sirvam. Dos membros permanentes do Conselho de Segurança das Nações Unidas, dois (Reino Unido e França) aceitam pessoas LGB nas forças armadas. Os outros três, geralmente, não: a China proíbe gays e lésbicas abertamente, a Rússia exclui todos os gays e lésbicas em tempo de paz, mas permite que alguns gays sirvam em tempos de guerra e os Estados Unidos (ver Don't Ask, Don't Tell) tecnicamente permite que pessoas gays e lésbicas sirvam, mas apenas em segredo e celibato. Em 22 de dezembro de 2010, no entanto, Obama assinou uma lei de revogação da política de Don't ask, don't tell. Israel é o único país do Oriente Médio que permite que pessoas abertamente LGB sirvam nas forças armadas.
Países como a Alemanha não possuem legislação impeditiva, mas requerem avaliação médica para aferir se a orientação sexual do recruta poderá interferir no seu desempenho militar. A Bélgica, o Canadá, a Dinamarca, a Espanha, a França, a Holanda (desde os anos 70), e a Noruega, de uma forma ou de outra, não permitem a discriminação e aceitam homossexuais. Na Grécia atual, o militar homossexual é automaticamente desligado das Forças Armadas se sua sexualidade tornar-se pública, enquanto que na Hungria a recomendação é não aceitar a homossexualidade e na Itália é considerada inadequada ao serviço militar. Em Luxemburgo, por sua vez, os homossexuais não são permitidos nas Forças Armadas.  Na Turquia, ela é explicitamente proibida, na Polônia é considerada uma desordem de personalidade. Em Portugal, geralmente os homossexuais são considerados como tendo perfil psicofísico inadequado ao serviço militar, enquanto que no Reino Unido ela é incompatível, embora a opção sexual é assunto privado.  A República Tcheca, por sua vez, não possui oficialmente nenhuma política de discriminação. Na América Latina, nos últimos 30 anos têm acontecido debates políticos e civis sobre o tema, a fim de se chegar a acordos, sobretudo no Chile, na Bolívia e na Argentina. No Brasil, os homossexuais são aceitos nas forças armadas, mas não raro se queixam de preconceitos entre seus próprios colegas de corporação.
Segundo a Associação Americana de Psicologia, não existe qualquer evidência empírica de que a orientação sexual seja pertinente a qualquer aspecto da eficácia militar, incluindo a coesão da unidade, moral, recrutamento e retenção. A orientação sexual é irrelevante para a coesão de tarefa, o único tipo de coesão que prevê criticamente prontidão militar da equipe e sucesso.

### Religião
|  | Apoio    | Países que assinaram uma declaração da Assembleia Geral sobre os direitos LGBT e/ou apoiaram o Conselho de Direitos Humanos em sua resolução de 2011 sobre direitos LGBT (94 membros). |
|  | Oposição | Países que assinaram a declaração de 2008 contra os direitos LGBT (inicialmente 57 membros, agora 54 membros, na maior parte países de maioria islâmica).                              |
|  | Neutro   | Países que, no que respeita à ONU, não manifestaram apoio ou oposição oficial em relação aos direitos LGBT (46 membros).                                                               |

Direitos LGBT e as Nações Unidas

Nem todas as religiões reprovam explicitamente a homossexualidade; algumas meramente omitem considerações a respeito. Ao longo da história, o amor e o sexo entre homossexuais (especialmente homens) eram tolerados e também instituídos em rituais religiosos da Babilônia e Canaã, além de serem enaltecidos na religião da Grécia antiga; historiadores confirmam que há indícios de que os exércitos de Tebas e de Esparta possuíam unidades formadas por pares de amantes homossexuais, que às vezes oficiavam sacrifícios a Eros, deus do amor, antes de se engajarem em combate. Além disso, a mitologia grega é rica fonte de histórias de amor e sexo entre figuras do mesmo sexo. Os antigos judeus, no entanto, perseguiam homossexuais e com a expansão do Cristianismo, continuaram outras perseguições a práticas homossexuais. Quando o cristianismo se oficializou no Império Romano com a ascensão de Constantino, historiadores escrevem que a homossexualidade era uma ameaça institucional; uma das razões dessas perseguições antigas seria o da condição de sobrevivência e expansão por meio da defesa da procriação através da família. A posição oficial da Igreja quanto a homossexualidade racionalizou-se com os escritos de Santo Agostinho, para quem os órgãos reprodutivos tinham a finalidade natural de procriação e em nenhuma hipótese poderiam ser usadas para outra forma de prazer, sendo a homossexualidade, segundo ele, uma perversão da mesma categoria que seria a masturbação, o coito anal, o coito oral e a zoofilia. A homossexualidade continua a ser reprovada pela maior parte das tradições cristãs pelo mundo.
Embora a relação entre a homossexualidade e a religião possa variar muito através da época e do lugar, dentro e entre diferentes religiões e seitas e sobre as diferentes formas de homossexualidade e bissexualidade, as atuais lideranças e doutrinas das três grandes religiões de tradição judaica, em geral, veem a homossexualidade de forma negativa. Isto pode variar do desencorajamento silencioso da atividade homossexual, até a proibição expressa de práticas sexuais entre adeptos do mesmo sexo e uma forte oposição a aceitação social da homossexualidade. Algumas ensinam que a orientação homossexual é um pecado em si, enquanto outros afirmam que apenas o ato sexual é um pecado. Algumas religiões afirmam que a homossexualidade pode ser superada através da fé e da prática religiosa.

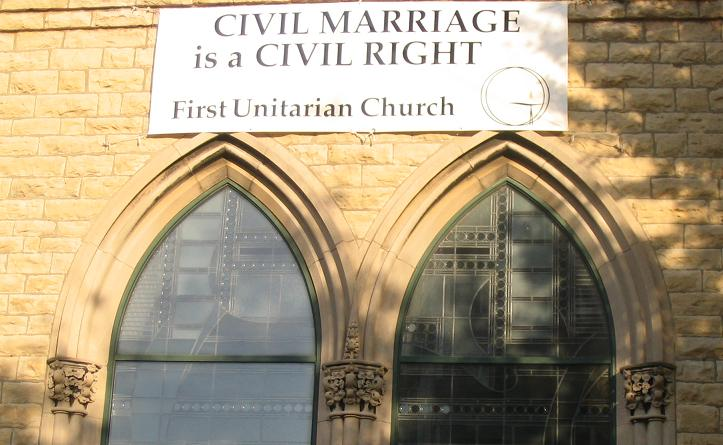
Algumas religiões, como a Associação Unitária Universalista, são defensoras dos direitos dos homossexuais

Por outro lado, existem vozes dentro de muitas religiões que veem a homossexualidade de forma mais positiva, liberal e algumas confissões religiosas abençoam uniões do mesmo sexo. Alguns veem o amor e a sexualidade entre pessoas do mesmo sexo como sagrada e que mitologias sobre o amor homossexual podem ser encontradas ao redor do mundo. Independentemente da sua posição sobre a homossexualidade, muitas pessoas de fé, olham para os textos sagrados e para a tradição como guias sobre este tema. No entanto, a autoridade de várias tradições ou passagens das escrituras sagradas e da exatidão das traduções e interpretações são avidamente disputadas.
Outras religiões, particularmente orientais, não discutem a sexualidade em geral, e isso inclui a homossexualidade; focam-se em outros assuntos que lhe são mais importantes e sagrados, como o budismo (que possui uma grande comunidade gay) e o Confucionismo, embora isso dependa das tradições de cada uma e o Budismo em particular ensine a não viver nenhum tipo de prática mundana. Religiões antigas como o Hinduísmo tem várias tradições que se posicionam de diversas formas sobre a homossexualidade; de forma geral os hindus consideram-na uma das diversas formas do amor, embora o Código de Manu contenha em certas passagens afirmações de que é um crime punível. O Espiritismo, por sua vez, mostrando influência de outras tradições religiosas, crê que o espírito humano não tem sexo e que um mesmo espírito pode em outras reencarnações habitar o corpo ora de um homem ora de uma mulher, embora também frise que a homossexualidade é uma escolha entre tantas as outras do livre arbítrio e que os homossexuais podem deixar de sê-los. Novos movimentos neopagãos como a Wicca aceitam a homossexualidade e embora algumas de suas figuras históricas, como Gerald Gardner, terem sido contra suas práticas, outras não menos famosas como Alex Sanders e Eddie Buczynski eram abertamente homossexuais ou bissexuais.

### Nas artes

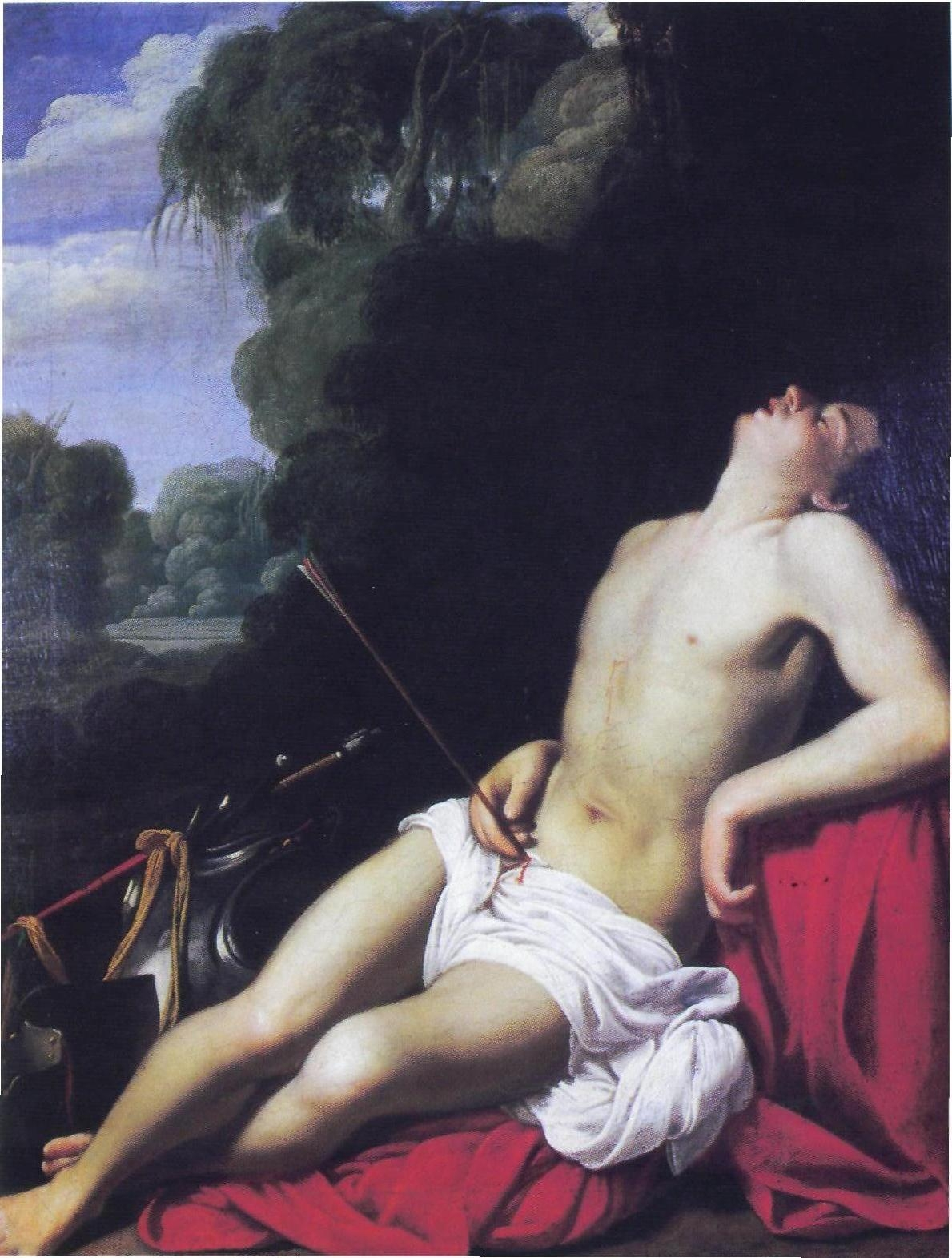
São Sebastião, por Carlo Saraceni (c. 1610–15). A imagem de Sebastião espetado por arcos tem sido descrita como homoerótica

A terminologia inglesa tem consagrado termos como gay studies, lesbian studies e queer theory, que pretendem estudar as correlações entre a homossexualidade e produções artísticas da pintura, literatura e afins, estendendo o seu campo de análise a outras formas de expressão artística como a sociologia, a história, a antropologia, a psicologia, a medicina, o direito, a filosofia, etc. Outros termos, como "homocultura" e "homoerotismo", também foram criados e são usados em campos acadêmicos. Em questão artístico-estética, temos a frase de Thomas Mann no ensaio "Über die Ehe" ("Do Casamento") de 1925, onde ele afirma que o homoerotismo é estético, enquanto a heterossexualidade é prosaica.
Na literatura, destaca-se Oscar Wilde, condenado à prisão com trabalhos forçados acusado de sodomia depois de seu relacionamento com o Lord Alfred Douglas (com cerca de 20 anos), e que em seu tribunal disse viver "o amor que não ousa dizer o nome"; perguntado no tribunal que amor era este, respondeu:
"O amor que não ousa dizer seu nome é o grande afeto de um homem mais velho por um jovem como aconteceu entre David e Jônatas, e aquele de que Platão fez a base de toda a sua filosofia, é aquele amor que se encontra nos sonetos de Michelangelo e de Shakespeare. É aquela profunda afeição que é tão pura quanto perfeita. Ele inspira e perpassa grandes obras de arte, como as de Shakespeare e Michelangelo [...] Neste nosso século é malcompreendido, tão malcompreendido que é descrito como o amor que não ousa dizer seu nome, e, por causa disso, estou aqui onde estou. Ele é belo, é refinado, é a mais nobre forma de afeto. Nele, nada há de antinatural. É intelectual e sempre existiu entre um homem mais velho e um rapaz, quando o mais velho tem o intelecto e o mais jovem tem toda a alegria, esperança e charme da vida diante de si. Assim deveria ser, mas o mundo não compreende. O mundo zomba dele e algumas vezes põe por ele alguém no pelourinho."

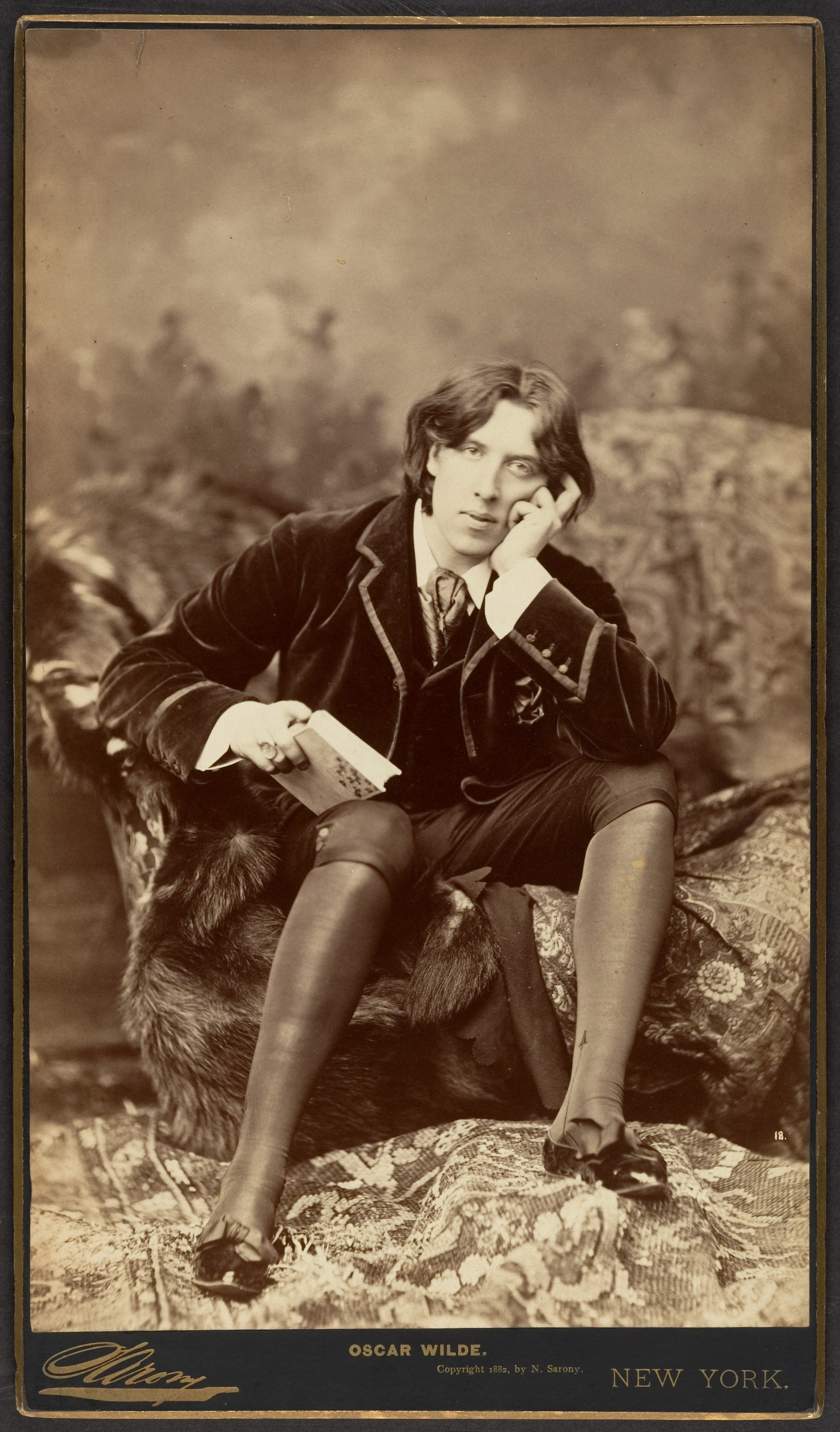
Oscar Wilde (1854–1900), escritor britânico conhecido pela obra O Retrato de Dorian Gray, foi condenado ao trabalho forçado por ser homossexual

Os acadêmicos também têm estudado obras mais antigas; como a dos poetas latinos Catulo, Tibulo, e Propércio, que escreviam versos sobre as experiências pessoais homossexuais que tinham, e as canções da poetiza Safo da Grécia antiga, muitas vezes endereçadas a outras mulheres. Na literatura brasileira, destaca-se a obra Bom Crioulo (1895), de Adolfo Caminha, considerado "primeiro romance homossexual na história da literatura ocidental", como também escritos homoeróticos de Raul Pompéia, Álvares de Azevedo, Olavo Bilac, Mário de Andrade, Carlos Drummond de Andrade, Clarice Lispector, Caio Fernando Abreu, João Silvério Trevisan, Lygia Fagundes Telles, etc. No poema "Rapto", Drummond denomina a homossexualidade "outra forma de amar no acerbo amor".
Machado de Assis—mostrando inovação e audácia no cenário literário de seu tempo—escreveu contos como "D. Benedita" de Papéis Avulsos e "Pílades e Orestes", em que existe uma temática lésbica e gay, respectivamente. Além disso, alguns consideram que o Bentinho do romance Dom Casmurro (1899) era apaixonado por seu amigo Escobar, e não (ou também por) Capitu. Na literatura portuguesa, temos os nomes de Mário de Sá Carneiro, Fernando Pessoa, Antônio Botto (que morou e morreu no Rio de Janeiro) e Al Berto; Pessoa, por exemplo, sob o heterônimo de Álvaro de Campos, escrevia: "Eu, que tenho o piscar de olhos do moço do frete" ("Poema em linha reta"). Em outras literaturas, destacam-se os sonetos de Shakespeare, Walt Whitman, Christopher Marlowe, Virginia Woolf, Arthur Rimbaud, Marcel Proust, André Gide, Michel Foucault, Roland Barthes e outros.
Nas artes visuais, destacam-se a arte da Grécia antiga, onde vemos uma preferência pelo corpo masculino nu, os renascentistas Leonardo da Vinci e Michelangelo,  e artistas do Maneirismo e Barroco dos séculos XVI e XVII, como Agnolo Bronzino, Carlo Saraceni e Caravaggio, cujas obras foram severamente criticadas pela Igreja Católica, além do século XIX pintores como Thomas Eakins, Eugène Jansson, Henry Scott Tuke, Aubrey Beardsley e Magnus Enckell terem retomado histórias homoeróticas da mitologia grega como a de Narciso, Jacinto, Ganímedes e outros. Na modernidade, artistas como Paul Cadmus e Gilbert & George, além de fotógrafos como Wilhelm von Gloeden, David Hockney, Will McBride, Robert Mapplethorpe, Pierre et Gilles, Bernard Faucon e Anthony Goicolea, também contribuíram muito para a arte homoerótica.

### Perseguição, heterossexismo e homofobia

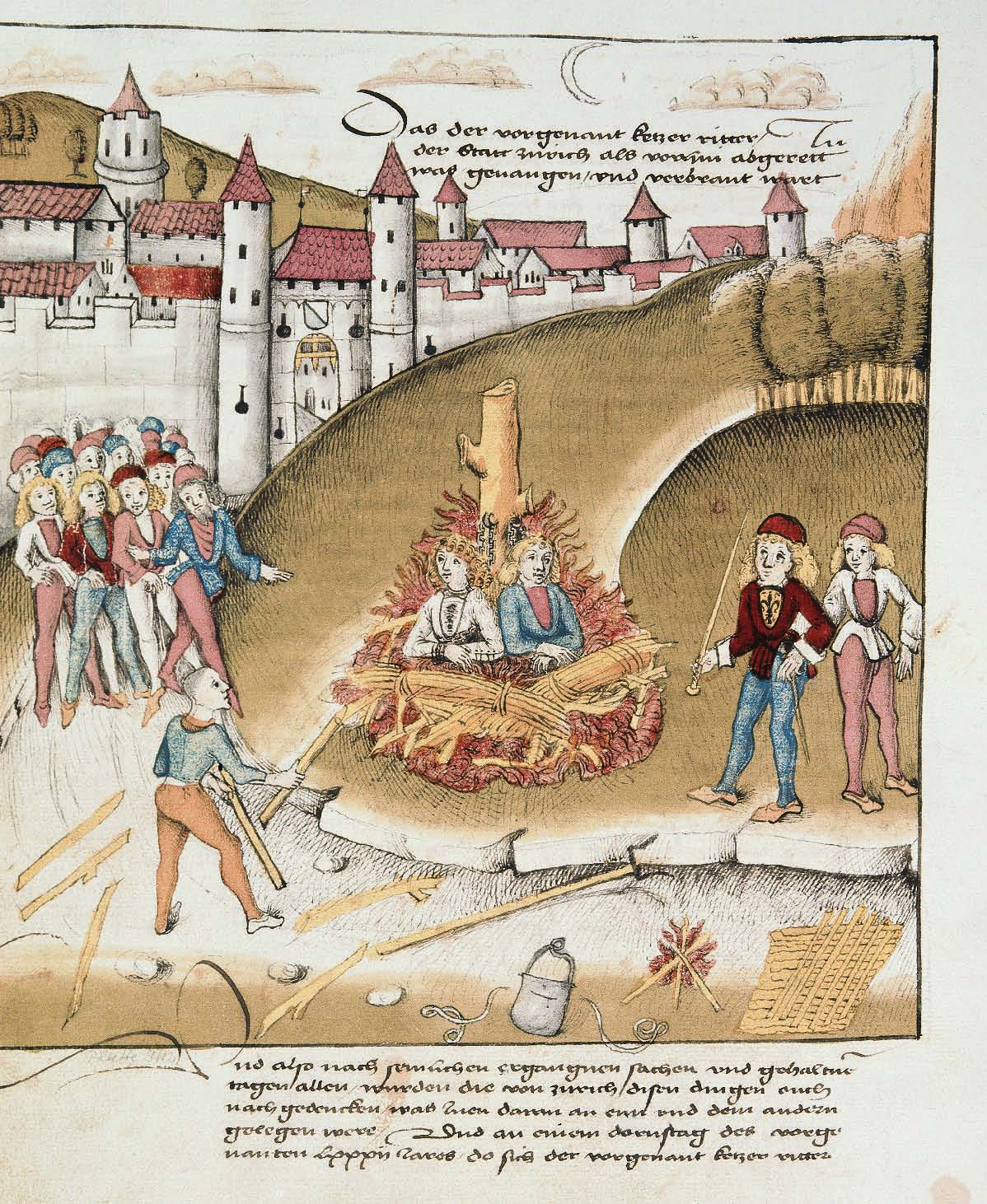
O cavaleiro de Hohenberg e o seu servente ao serem queimados vivos sob a acusação de sodomia, próximo às muralhas da cidade de Zurique, em 1482

Em muitas culturas, as pessoas homossexuais são frequentemente passíveis de preconceito e discriminação. Como membros de muitos outros grupos minoritários que são objetos de preconceito, elas também estão sujeitas a estereótipos, o que acrescenta à marginalização. O preconceito, discriminação e os estereótipos são as prováveis formas de homofobia e heterossexismo, que são as atitudes negativas, preconceitos e discriminações em favor de relacionamentos e da sexualidade entre pessoas de sexo oposto.
O heterossexismo pode incluir a presunção de que toda pessoa é heterossexual ou que os relacionamentos e atrações entre pessoas de sexo oposto seja a norma e, portanto, superior. A homofobia é o medo, aversão ou discriminação contra homossexuais. Ela se manifesta de formas diferentes e um número de diferentes tipos de comportamentos homofóbicos têm sido registrados, dentre os quais são internalizados a homofobia, a homofobia social, a homofobia emocional, homofobia racional e outros. Outro comportamento semelhante é a lesbofobia (cujo principal alvo são as lésbicas) e a bifobia (contra pessoas bissexuais). Quando tais atitudes se manifestam como crimes muitas vezes são chamadas de crimes de ódio e ataques contra homossexuais.
Existem vários estereótipos negativos que caracterizam as pessoas LGBT como menos estáveis romanticamente, mais promíscuas e mais propensas a abusar sexualmente de crianças, mas não há qualquer base científica para tais afirmações. Os gays e as lésbicas formam um relacionamento estável e comprometido que são equivalentes aos relacionamentos heterossexuais em aspectos essenciais. A orientação sexual não afeta a probabilidade de que essas pessoas vão abusar de crianças. Afirmações de que há provas científicas que apoiam uma associação entre homossexualidade e pedofilia são baseadas em mau uso desses termos e em uma deturpação da prova real.

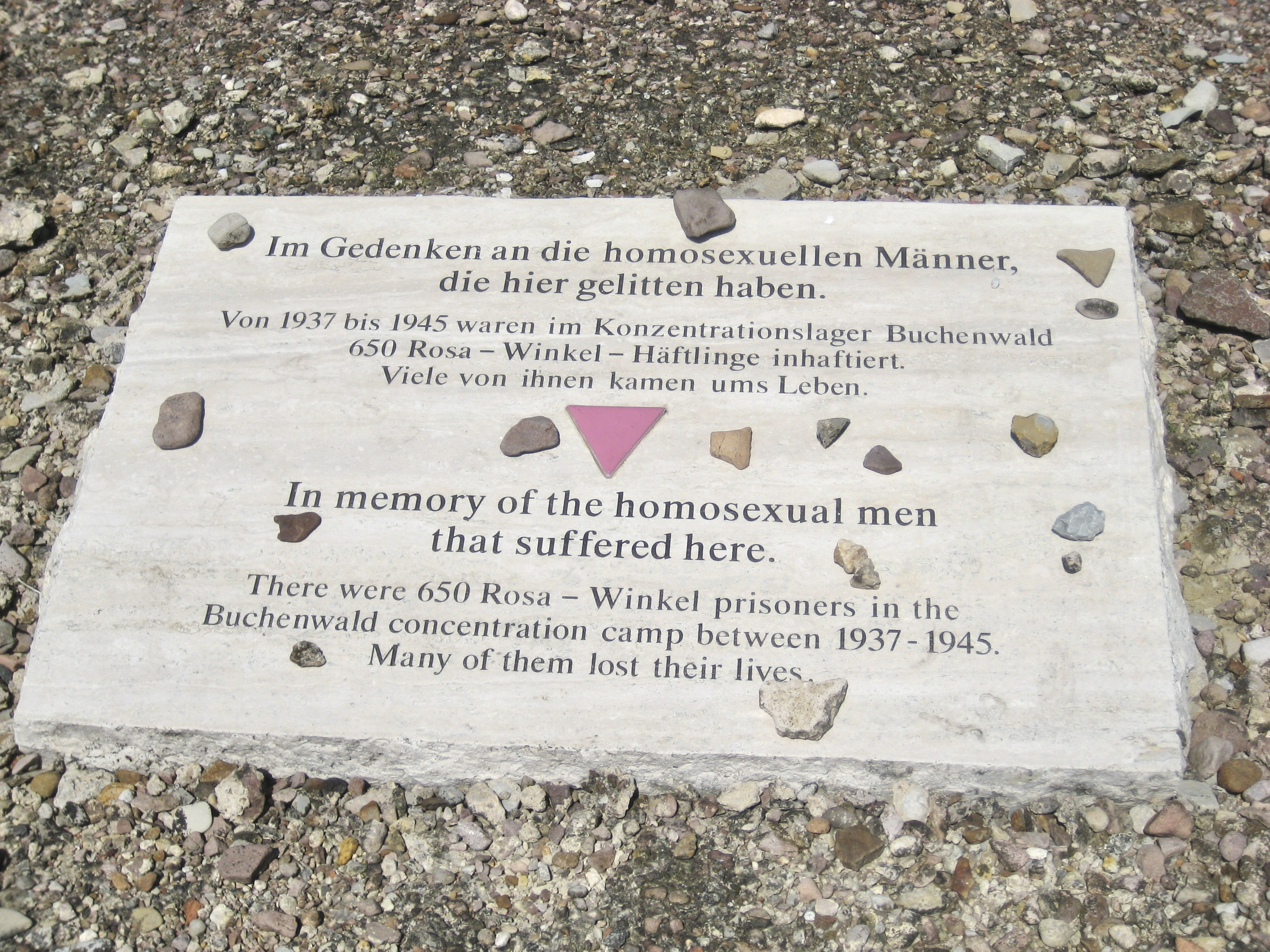
Memorial aos milhares de homossexuais presos e assassinados pelo regime nazista no antigo campo de concentração de Buchenwald. Os presos homossexuais eram marcados com um triângulo rosa

Outro problema frequente é a violência física contra minorias sexuais. Nos Estados Unidos, o FBI informou que 17,6% dos crimes de ódio relatados à polícia em 2008, basearam-se em vista a orientação sexual. 57,5% destes ataques foram contra homens gays. O assassinato, em 1998, de Matthew Shepard, um estudante homossexual, é um dos incidentes mais notórios dos Estados Unidos. No Brasil, de acordo com o Grupo Gay da Bahia (GGB), em 2009, foram assassinadas 198 pessoas por motivos homofóbicos no Brasil. Em 2011 foram 266 mortes, e em 2012 foram 338. Em 2010, jovens homossexuais foram agredidos na Avenida Paulista, em São Paulo.
Muitas pessoas homossexuais escondem seus sentimentos e atividades por medo de reprovação ou de violência por parte da sociedade; a expressão mais comum usada para pessoas nesta situação é "no armário". Já quando pessoas homossexuais ou bissexuais resolvem divulgar sua orientação sexual para seus amigos e familiares, a expressão mais comum é "sair do armário". Os esforços para a emancipação da homossexualidade, como ela é compreendida atualmente, começaram na década de 1860, porém desde meados da década de 1950 tem havido uma tendência de aceleração no sentido de uma maior visibilidade, aceitação e criação de direitos civis para os gays, lésbicas e bissexuais. No entanto, o heterossexismo e a homofobia ainda persistem na sociedade, o que torna difícil para as pessoas, e principalmente para os jovens homossexuais, se sociabilizarem com os outros, podendo resultar, em alguns casos, no suicídio. Atualmente os adjetivos mais comuns em uso são "gay", para os homens homossexuais, e "lésbica", para as mulheres homossexuais, embora alguns prefiram outros termos ou nenhum.

## Em outros animais

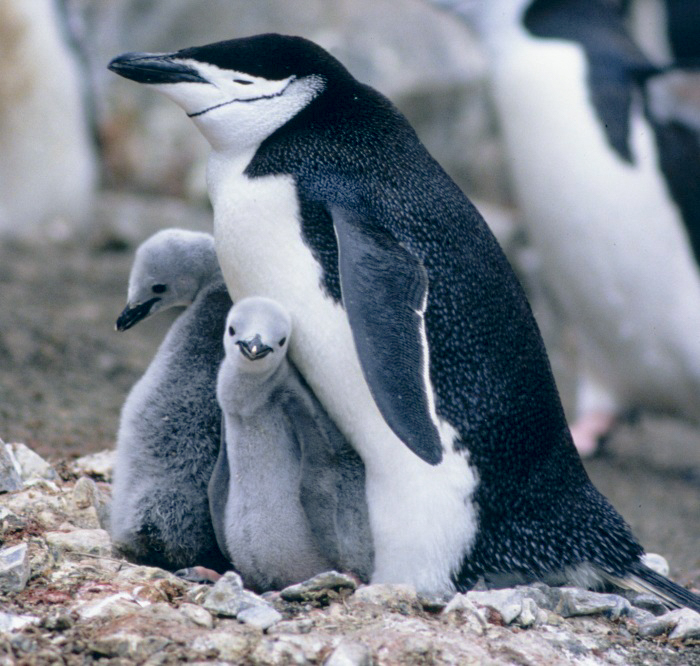
Roy e Silo são dois pinguins-de-barbicha machos do Zoológico do Central Parque em Nova Iorque, semelhantes aos da fotografia, famosos por sua relação homossexual

O comportamento homossexual em animais refere-se à evidência documentada de homossexuais, bissexuais e transgêneros no comportamento dos animais não-humanos. Tais comportamentos incluem sexo, namoro, afetividade, união monógama e parentalidade. O comportamento homossexual ou bissexual é difundido no reino animal: a pesquisa de 1999 feita pelo pesquisador Bruce Bagemihl mostra que o comportamento homossexual foi observado em cerca de 1500 espécies, variando de primatas para vermes intestinais e é bem documentada em 500 deles (sendo a bissexualidade, e não a heterossexualidade, o traço dominante em um número adicional, incluindo-se mamíferos com neuroprocessamento e sociabilidade complexos, como bonobos e várias espécies de golfinho).
O comportamento animal sexual toma muitas formas diferentes, mesmo dentro da mesma espécie. As motivações e implicações para estes comportamentos têm ainda de ser totalmente compreendidas, uma vez que a maioria das espécies ainda não foram totalmente estudadas. Pesquisas atuais indicam que várias formas de comportamento sexual homossexual são encontradas em todo o reino animal. Uma nova análise de pesquisas existentes, feita em 2009, mostrou que o comportamento homossexual é um fenômeno quase universal no reino animal, comum em várias espécies.
O comportamento homossexual em animais é visto tanto como um argumento a favor como contra a aceitação da homossexualidade em seres humanos e tem sido usado, principalmente, contra a alegação de que é um peccatum contra naturam ('pecado contra a natureza"). Por exemplo, a homossexualidade nos animais foi citada em uma decisão da Suprema Corte dos Estados Unidos no caso Lawrence v. Texas, que derrubou as "leis contra sodomia" de 14 estados do país, onde a homossexualidade consentida, privada e entre adultos era até então um crime.
A possibilidade da sexualidade animal ter implicações lógicas, éticas ou morais na sexualidade humana, também é uma fonte de debates. Alguns pesquisadores interpretam o comportamento homossexual em animais (e em seres humanos também) como mecanismo de seleção evolutiva para conter o aumento excessivo de populações. Um estudo publicado pelo periódico Trends in Ecology and Evolution concluiu a importância do comportamento homossexual para a evolução de muitas espécies animais, como entre as fêmeas do albatroz-de-laysan (Phoebastria immutabilis), do Havaí, que se unem a outras fêmeas para criar os filhotes, especialmente na escassez de machos, tendo mais sucesso que as fêmeas solteiras. O estudo conclui que a homossexualidade ajudou as espécies de diferentes maneiras ao longo da evolução.

### Livros
- ADAM, Barry (1987). The Rise of a Gay and Lesbian Movement. Boston: Twayne Publishers. ISBN 0-8057-9714-9
- Bell, Alan Paul; Weinberg, Martin S.; Hammersmith, Sue Kiefer (1981). Sexual preference, its development in men and women. Bloomington: Indiana University Press. ISBN 9780253166739
- BOSWELL, John (1980). Christianity, Social Tolerance, and Homosexuality: Gay People in Western Europe from the Beginning of the Christian Era to the Fourteenth Century. Chicago: University of Chicago Press. ISBN 9780226345369
- Campbell, Beatrix; Coote, Anna (1982). Sweet freedom: the struggle for women's liberation. Londres: Picador
- Costa, Jurandir Freire (1988). A ética e o espelho da cultura. Rio de Janeiro: Rocco
- D'EMILIO, John (1983). Sexual Politics, Sexual Communities: The Making of a Homosexual Minority in the United States, 1940–1970. Chicago: University of Chicago Press. ISBN 0-226-14265-5
- DOVER, Kenneth J. (1979). Greek Homosexuality. Cambridge: Gerald Duckworth & Co. Ltd. ISBN 0-674-36270-5
- FOUCAULT, Michel (1986). The History of Sexuality. Virgínia: Pantheon Books. ISBN 0394417755
- Hallett, Judith P. (1979). Sappho and Her Social Context: Sense and Sensuality. Chicago: University of Chicago Press
- Held, George F.; Dynes, Wayne R.;Donaldson, Stephen (1983). Parallels between The Gilgamesh Epic and Plato's Symposium 42 ed. Chicago: The University of Chicago Press
- Hite, Shere (1982). The Hite Report on Male Sexuality. Nova Iorque: Ballantine Books. ISBN 9780345352484
- LAZAR, Moshé; Lacy, Norris J. (1989). Poetics of Love in the Middle Ages. Virgínia: George Mason University Press. ISBN 0-913969-25-7
- Martin, Kay; Voorhies, Barbara (1975). Female of the Species. Nova Iorque: Columbia University Press. ISBN 9780231517645
- MOSER, Antônio (2002). O enigma da esfinge: a sexualidade. Petrópolis: Editora Vozes. ISBN 85-326-2595-9
- Page, Denys Lionel (1979). Sappho and Alcaeus: An Introduction to the Study of Ancient Lesbian Poetry. Londres: Clarendon Press. ISBN 9780198143758
- Pereira, Aldo (1981). Vida Intima - Enciclopédia do amor e do sexo. 1. São Paulo: Abril Cultural
- Pereira, Aldo (1981). Vida Intima - Enciclopédia do amor e do sexo. 2. São Paulo: Abril Cultural
- Pereira, Aldo (1981). Vida Intima - Enciclopédia do amor e do sexo. 3. São Paulo: Abril Cultural
- Ramos, Juanita (1987). Compañeras: Latina lesbians (an anthology). Estados Unidos: Latina Lesbian History Project
- Ruggiero, Guido (1989). The Boundaries of Eros: Sex Crime and Sexuality in Renaissance Venice. Oxford: Oxford University Press. ISBN 9780195056969

Anos 1990
- Adler, Margot (1997). Drawing Down the Moon: Witches, Druids, Goddess-worshippers, and Other Pagans in America Today. Londres: Penguin/Arkana. ISBN 9780140195361
- Bagemihl, Bruce (1999). Biological Exuberance: Animal Homosexuality and Natural Diversity. Nova Iorque: St. Martin's Press. ISBN 0312192398
- Bancroft, John; Reinisch, June Machover (1990). Adolescence and Puberty. Oxford: Oxford University Press. ISBN 9780195363869
- Bérubé, Allan (1990). Coming out under Fire: The History of Gay Men and Women in World War Two. Nova Iorque: MacMillan. ISBN 0-02-903100-1
- Brown, Lester B. (1997). Two spirit people: American Indian, lesbian women and gay men. Nova Iorque: Routledge. ISBN 9780789000033
- Bullough, Vern L.; Brundage, James A. (2000). Handbook of medieval sexuality. Nova Iorque: Taylor & Francis. ISBN 9780815336624
- Burn, Lucilla (1992). Mitos griegos. Madrid: Ediciones AKAL. ISBN 9788446001171
- Chauncey, George (1995). Gay New York: Gender, Urban Culture, and the Making of the Gay Male World, 1890–1940. Nova Iorque: Basic Books. ISBN 9780465026210
- Conner, Randy P (1998). Cassell's Encyclopedia of Queer Myth, Symbol and Spirit. Londres: Cassell. ISBN 9780304337606
- Dynes, Wayne R.; Johansson, Warren; Percy, William A.; Donaldson, Stephen (1990). Encyclopedia of homosexuality (2 Volumes). Nova Iorque: Garland Pub. ISBN 9780824065447
- Dynes, Wayne (1992). Homosexuality in the Ancient World. Nova Iorque: Garland Publishing. ISBN 978-0815305460
- Dynes, Wayne R.; Donaldson, Stephen (1992). Asian Homosexuality. Oxfordshire: Taylor & Francis. ISBN 9780815305484
- Faderman, Lillian (1993). Odd girls and twilight lovers: a history of lesbian life in twentieth-century America 4 ed. Nova Iorque: Columbia University Press. ISBN 9780231074889
- Friedman, Richard C. (1990). Male Homosexuality. New Haven: Yale University Press. ISBN 0300047452
- Green, James Naylor; Fino, Cristina; Leite, Cássio Arantes (1999). Além do carnaval: a homossexualidade masculina no Brasil do século XX. São Paulo: UNESP. ISBN 85-7139-317-6
- Herdt, Gilbert H. (1993). Ritualized Homosexuality in Melanesia. Califórnia: University of California Press. ISBN 9780520080966
- Hinsch, Bret (1990). Passions of the Cut Sleeve: The Male Homosexual Tradition in China. Califórnia: The University of California Press. ISBN 0-520-06720-7
- Janus, Samuel S.; Janus, Cynthia L. (1994). The Janus Report on Sexual Behavior. Nova Jérsei: Wiley. ISBN 9780471016144
- Johansson, Warren; Percy, William A. (1994). Outing: shattering the conspiracy of silence. Nova Iorque: Routledge. ISBN 9781560244196
- Kinsey, Alfred Charles; Pomeroy, Wardell Baxter; Martin, Clyde Eugene (1998). Sexual Behavior in the Human Male. Bloomington: Indiana University Press. ISBN 9781560244196
- Kurtz, Lester R. (1999). Encyclopedia of violence, peace, & conflict. Cambridge: Academic Press. ISBN 012227010X
- LeVay, Simon (1996). Queer Science: The Use and Abuse of Research Into Homosexuality. Massachusetts: MIT Press. ISBN 9780262121996
- Macrae, Edward John Baptista das Neves (1990). Militante homossexual no Brasil da "abertura". Campinas: Editora da Universidade Estadual de Campinas
- Michael, Robert T. (1994). Sex in America: a definitive survey. Boston: Little, Brown. ISBN 9780316911917
- Percy, William Armstrong (1998). Pederasty and Pedagogy in Archaic Greece. Illinois: University of Illinois Press. ISBN 9780252067402
- Pflugfelder, Gregory (1999). Cartographies of Desire: Male-male Sexuality in Japanese Discourse, 1600–1950. Califórnia: University of California Press. ISBN 0520209095
- Maggio, Rosalie (1991). The dictionary of bias-free usage: a guide to nondiscriminatory language. Phoenix: Oryx Press. ISBN 9780897746533
- Rocke, Michael (1996). Forbidden Friendships: Homosexuality and Male Culture in Renaissance Florence. Oxford: Oxford University Press. ISBN 9780195122923
- Roscoe, Will (1991). The Zuni Man-woman. Albuquerque: University of New Mexico Press. ISBN 9780826312532
- Rotello, Gabriel (1998). Comportamento sexual e AIDS. São Paulo: Edicoes GLS. ISBN 9788586755040
- Rousseau, George (1991). Perilous Enlightenment: Pre- and Post-Modern Discourses—Sexual, Historical. Manchester: Manchester University Press. ISBN 0-7190-3301-2
- Sacconi, Luiz Antonio (1997). Minidicionário Sacconi da língua portuguesa. Brasil: Atual. ISBN 9788570568403
- Schmitt, Arno; Sofer, Jehoeda (1992). Sexuality and eroticism among males in Moslem societies. Nova Iorque: Routledge. ISBN 9781560240471
- Seixas, Ana Maria Ramos (1998). Sexualidade feminina: História, Cultura, Família, Personalidade & Psicodrama. São Paulo: SENAC. ISBN 9788573590463
- Spencer, Colin (1996). Homossexualidade: uma história. Rio de Janeiro: Record
- Terry, Jennifer (1999). An American obsession: science, medicine, and homosexuality in modern society. Chicago: University of Chicago Press. ISBN 9780226793672
- Thomas, Laurence; Levin, Michael E. (1999). Sexual Orientation and Human Rights. Maryland: Rowman & Littlefield. ISBN 9780847687701
- Vidal, Marciano (1998). Homossexualidade - Ciência e consciência 3ª ed. São Paulo: Loyola. ISBN 9788515012688
- Wellings, Kaye (1994). Sexual behaviour in Britain: the National Survey of Sexual Attitudes and Lifestyles. Londres: Penguin Books

Anos 2000
- Defending a Higher Law: Why We Must Resist Same-sex "marriage" and the Homosexual Agenda. Spring Grove: American Society for the Defense of Tradition, Family and Property (TFP). 2004. ISBN 9781877905339
- Classicals: Webster's Quotations, Facts and Phrases. Las Vegas: Icon Group International, Incorporated. 2008. ISBN 9780546694765
- Ackerman, Susan (2005). When Heroes Love. Nova Iorque: Columbia University Press. ISBN 0-231-13260-3
- Alphen, Ernst van (2005). Art in Mind: How Contemporary Images Shape Thought. Chicago: University of Chicago Press. ISBN 9780226015293
- Balka, Christie; Rose, Andy (2004). Duplamente Abençoado. Rio de Janeiro: Editora Record. ISBN 85-01-05159-4
- Barbero, Graciela Haydee (2005). Homossexualidade E Perversao Na Psicanalise. São Paulo: Casa do Psicólogo. ISBN 9788573964684
- Barbo, Daniel (2008). O Triunfo do Falo: Homoerotismo, Dominação, Ética e Política na Atenas Clássica. Rio de janeiro: Editora E-papers. ISBN 9788576501480
- Bernstein, Elizabeth; Schaffner, Laurie (2005). Regulating sex: the politics of intimacy and identity. Nova Iorque: Routledge. ISBN 9780415948692
- Buckner, Julia D. (2007). Mental Health Care for People of Diverse Backgrounds. Londres: Radcliffe Publishing. ISBN 9781846190940
- Bullough, Vern L. (2002). Before Stonewall: activists for gay and lesbian rights in historical context. Nova Iorque: Routledge. ISBN 9781560231936
- Cabaj, Robert Paul; Stein, Terry S. (2013). Textbook of Homosexuality and Mental Health. Washington: American Psychiatric Publishing. ISBN 9781585624485
- Carpenter, Edward (2015). Intermediate Types among Primitive Folk: A Study in Social Evolution. Londres: Routledge. ISBN 9781317292920
- Carvalho, Luiz Fernando (2008). O Processo de Capitu. Rio de Janeiro: Casa da Palavra. ISBN 9788577341023
- Couto, Hildo Honório do (2007). Ecolingüística: estudo das relações entre língua e meio ambiente. Brasília: Thesaurus Editora. ISBN 85-7062-603-7
- Davidson, James (2007). The Greeks And Greek Love: A Radical Reappraisal of Homosexuality In Ancient Greece. Londres: Weidenfeld & Nicolson. ISBN 0297819976
- DIAS, Maria Berenice; Pereira, Rodrigo da Cunha (2003). Direito de Família e o Novo Código Civil. Belo Horizonte: Del Rey
- DIAS, Maria Berenice (2004). Conversando sobre homoafetividade. Porto Alegre: Livraria do Advogado. ISBN 9788573483277
- DIAS, Maria Berenice (2006). União Homossexual: o Preconceito & a Justiça. Porto Alegre: Livraria do Advogado
- DIAS, Maria Berenice (2011). Diversidade Sexual e Direito Homoafetivo. São Paulo: Revista dos Tribunais
- El-Rouayheb, Khaled (2005). Before Homosexuality in the Arab-Islamic World, 1500-1800. Chicago: The University of Chicago Press. ISBN 0-226-72988-5
- Freitas, Luiz Alberto Pinheiro de (2001). Freud e Machado de Assis: uma interseção entre psicanálise e literatura. Rio de Janeiro: Mauad Editora Ltda. ISBN 9788574780566
- García, Wilton (2004). Homoerotismo & imagem no Brasil. São Paulo: FAPESP. ISBN 9788590368632
- Gardner, Gerald B. (2004). Witchcraft Today. Nova Iorque: Citadel Press. ISBN 9780806525938
- Gilley, Brian Joseph (2006). Becoming Two-spirit: Gay Identity and Social Acceptance in Indian Country. Lincoln: U of Nebraska Press. ISBN 9780803271265
- Green, James Naylor (2005). Homossexualismo em São Paulo: e outros escritos. São Paulo: UNESP. ISBN 9788571395893
- Grossi, Miriam Pillar; Uziel, Anna Paula; Mello, Luiz (2007). Conjugalidades, parentalidades e identidades lésbicas, gays e travestis. Rio de Janeiro: Garamond. ISBN 9788576171218
- Gunther, Scott (2008). The Elastic Closet: A History of Homosexuality in France, 1942-present. Nova Iorque: Springer. ISBN 9780230595101
- Hamilton, Neil A. (2014). American Social Leaders and Activists. Nova Iorque: Infobase Publishing. ISBN 9781438108087
- Hardin, Kimeron N. (2000). Auto-estima para homossexuais um guia para o amor-próprio. São Paulo: Edições GLS. ISBN 9788586755217
- Heilborn, Maria Luiza (2004). Dois é par: gênero e identidade sexual em contexto igualitário. Rio de Janeiro: Garamond. ISBN 9788576170303
- Hutter, Horst (2006). Politics As Friendship: The Origins of Classical Notions of Politics in the Theory and Practice of Friendship. Waterloo: Wilfrid Laurier Univ. Press. ISBN 9780889207622
- Johnson, David K. (2004). The lavender scare: the Cold War persecution of gays and lesbians in the federal government. Chicago: University of Chicago Press. ISBN 9780226404813
- Johnson, Marguerite; Ryan, Terry (2005). Sexuality in Greek and Roman Society and Literature: A Sourcebook. Londres: Psychology Press. ISBN 9780415173315
- Kontje, Todd Curtis (2002). A Companion to German Realism, 1848-1900. Rochester: Camden House. ISBN 9781571133229
- Laumann, Edward O.; Gagnon, John H.; Robert T., Michael; Michaels, Stuart (2000). The Social Organization of Sexuality: Sexual Practices in the United States. Chicago: University of Chicago Press. ISBN 9780226470207
- Lopes, Denilson (2002). O homem que amava rapazes e outros ensaios. São Paulo: Aeroplano Editora. ISBN 85-86579-32-7
- Maia, Ana Cláudia Bortolozzi (2006). Sexualidade e deficiências. São Paulo: UNESP. ISBN 9788571396692
- Mello, Luiz (2005). Novas famílias: conjugalidade homossexual no Brasil contemporâneo. Rio de Janeiro: Garamond. ISBN 9788576170761
- Miskolci, Richard (2003). Thomas Mann, o artista mestiço. São Paulo: Annablume. ISBN 9788574193403
- Modesto, Edith (2006). Vidas em arco-íris. Rio de Janeiro: Editora Record. ISBN 85-01-07481-0
- Moskos, Charles C.; Williams, John Allen; Segal, David R. (2000). The Postmodern Military: Armed Forces After the Cold War. Oxford: Oxford University Press. ISBN 9780195133295
- Myers, JoAnne (2003). Historical dictionary of the lesbian liberation movement: still the rage. Maryland: Scarecrow Press. ISBN 9780810845060
- Perrin, E. C. (2002). Sexual Orientation in Child and Adolescent Health Care. Nova York: Kluwer Academic/Plenum Publishers
- Pinker, Steven (2002). Tábula rasa: a negação contemporânea da natureza humana. São Paulo: Companhia das Letras. ISBN 9788535904949
- Sandfort, Theo; Schuyf, Judith; Duyvendak, Jan Willem; Weeks, Jeffrey (2000). Lesbian and Gay Studies: An Introductory, Interdisciplinary Approach. Thousand Oaks: SAGE. ISBN 9781849208215
- Santos, Rick; García, Wilton (2002). A escrita de Adé: perspectivas teóricas dos estudos gays e lésbicas no Brasil. São Paulo: Xama. ISBN 9788585833985
- Siker, Jeffrey S. (2007). Homosexuality and Religion: An Encyclopedia. Westport: Greenwood Publishing Group. ISBN 9780313330889
- Steyn, Mark (2006). America Alone: The End of the World As We Know It. Washington: Simon and Schuster. ISBN 9781596980761
- Sudbury, Julia (2003). Outros Tipos de Sonhos: Organização de Mulheres Negras e Políticas de Transformação. São Paulo: Selo Negro. ISBN 9788587478078
- Sullivan, Nikki (2003). A Critical Introduction to Queer Theory. Nova Iorque: NYU Press. ISBN 9780814798416
- Uziel, Anna Paula (2007). Homossexualidade e adoção. Rio de Janeiro: Editora Garamond. ISBN 9788576171201
- Vanita, Ruth (2002). Queering India: same-sex love and eroticism in Indian culture and society. Nova Iorque: Routledge. ISBN 9780415929509
- Williams, Craig A. (2010). Roman Homosexuality: Second Edition. Oxford: Oxford University Press. ISBN 9780195388749
- Younger, John (2004). Sex in the Ancient World from A to Z. Londres: Routledge. ISBN 9781134547029
- Zaretsky, Eli (2006). Segredos Da Alma. São Paulo: CULTRIX. ISBN 9788531609435
- Zell-Ravenheart, Oberon (2006). Creating Circles and Ceremonies: Rituals for All Seasons and Reasons. Massachusetts: Red Wheel/Weiser. ISBN 9781564148643

### Artigos de jornais
- Araújo, Ludgleydson Fernandes de; Oliveira, Josevânia da Silva Cruz de (2008). «A adoção de crianças no contexto da homoparentalidade». Arquivos Brasileiros de Psicologia. 60. ISSN 1809-5267
- Bagley, Christopher; Tremblay, Pierre (1998). «On the Prevalence of Homosexuality and Bisexuality, in a Random Community Survey of 750 Men Aged 18 to 27». no. 2: [New York, Haworth Press]. Journal of Homosexuality. 36. ISSN 0091-8369. OCLC 91129391
- Billy, J. O.; Tanfer, K.; Grady, W. R.; Klepinger, D. H. (1993). «The sexual behavior of men in the United States» 2 ed. Family Planning Perspectives. 25. ISSN 0014-7354. PMID 8491287
- Binson, D.; Michaels, S.; Stall, R.; Coates, T. J.; Gagnon, J. H.; Catania, J. A. (1995). «Prevalence and social distribution of men who have sex with men: United states and its urban centers». Journal of Sex Research. doi:10.1080/00224499509551795
- Black, Dan; Gates, Gary; Sanders, Seth; Taylor, Lowell (2000). «Demographics of the gay and lesbian population in the United States: Evidence from available systematic data sources». Demography. 37. doi:10.2307/2648117
- Bogaert, Anthony F. (2004). «The prevalence of male homosexuality: the effect of fraternal birth order and variations in family size». Journal of Theoretical Biology. 230. doi:10.1016/j.jtbi.2004.04.035
- Bowman, Karl M.; Engle, Bernice (1953). «The problem of homosexuality». Journal of social hygiene. 39 (1): 2–16. ISSN 0741-9996. OCLC 102411893
- Charlotte, Baccman; Per Folkesson, Torsten Norlander (1999). «Expectations of romantic relationships: A comparison between homosexual and heterosexual men with regard to Baxter's criteria». Social Behavior and Personality. 27. doi:10.2224/sbp.1999.27.4.363
- Crew, Louie; Norton, Rictor (1974). «The Homophobic Imagination». 3, Nov 74. College English. 36: 272–90. ISSN 0010-0994. OCLC 427092211
- Duffy, S.M; C.E., Rusbult (1985). «Satisfaction and commitment in homosexual and heterosexual relationships». Journal of Homosexuality. 12. PMID 3835198
- Evans‐Pritchard, E. E. (1970). «Sexual Inversion among the Azande». American Anthropologist. 72. doi:10.1525/aa.1970.72.6.02a00170
- Falgueras, Alicia Garcia; Swaab, Dick Frans (2010). «Sexual Hormones and the Brain: An Essential Alliance for Sexual Identity and Sexual Orientation». Endocrine Development. 17. doi:10.1159/000262525
- Fay, R. E.; Turner, C.F.; Klassen, A.D.; Gagnon, J.H. (1989). «Bilirubin UDP-glucuronyltransferase activity in human fetal liver homogenates». Science. 243. PMID 00100994
- Feray, Jean-Claude; Herzer, Manfred (1990). «Homosexual Studies and Politics in the 19th Century: Karl Maria Kertbeny». Journal of Homosexuality. 19. doi:10.1300/J082v19n01_02
- Green, Zachary; Stiers, Michael J. (2002). «Multiculturalism and Group Therapy in the United States: A Social Constructionist Perspective». Eastern Group Psychotherapy Society. 26
- Hamer, D. H.; Hu, S.; Magnuson, V. L.; Hu, N.; Pattatucci, A. M. (1993). «A linkage between DNA markers on the X chromosome and male sexual orientation». Science (New York, N.Y.). 261. PMID 8332896
- Herek, Gregory M. (2006). «Legal recognition of same-sex relationships in the United States: a social science perspective». The American Psychologist. 61. doi:10.1037/0003-066X.61.6.607
- Iemmola, Francesca; Ciani, Andrea Camperio (2009). «New Evidence of Genetic Factors Influencing Sexual Orientation in Men: Female Fecundity Increase in the Maternal Line». no. 3: Springer. Archives of Sexual Behavior. 38. ISSN 0004-0002. OCLC 360232526. doi:10.1007/s10508-008-9381-6
- Johnson, AM; Wadsworth, J; Wellings, K; Bradshaw, S; Field, J (1992). «Sexual lifestyles and HIV risk». Nature. 360. PMID 1448163. doi:10.1038/360410a0
- Kinsey, Alfred C.; Pomeroy, Wardell R.; Martin, Clyde E. (2003). «Sexual Behavior in the Human Male». American Journal of Public Health. 93. ISSN 0090-0036
- LeVay, Simon (1991). «A difference in hypothalamic structure between heterosexual and homosexual men». Science (New York, N.Y.). 253 (5023): 1034–7. ISSN 0036-8075. OCLC 121655996
- McConaghy, N; Hadzi-Pavlovic, D; Stevens, C; Manicavasagar, V (2006). «Fraternal Birth Order and Ratio of Heterosexual/Homosexual Feelings in Women and Men». no. 4. Journal of Homosexuality. 51. ISSN 0091-8369. OCLC 202629885. doi:10.1016/j.evolhumbehav.2008.07.002
- Minton, H. L. (1986). «Femininity in men and masculinity in women: American psychiatry and psychology portray homosexuality in the 1930's». Journal of Homosexuality. 13. doi:10.1300/J082v13n01_01
- Mott, Luis (2006). «Homo-afetividade e direitos humanos». Revista Estudos Feministas. 14. doi:10.1590/S0104-026X2006000200011
- Park, Dongkyu; Choi, Dongwook; Lee, Junghoon; Lim, Dae-sik; Park, Chankyu (2010). «Male-like sexual behavior of female mouse lacking fucose mutarotase». BMC Genetics. 11. doi:10.1186/1471-2156-11-62
- Rice, G; Anderson, C.; Risch, N.; Ebers, G. (1999). «Male homosexuality: absence of linkage to microsatellite markers at Xq28». Science (New York, N.Y.). 284. PMID 10213693
- Sell, R.L.; Wells, J.A.; Wypij, D. (1995). «The prevalence of homosexual behavior and attraction in the United States, the United Kingdom and France: results of national population-based samples». Arch Sex Behav. 24. PMID 7611844
- Spira, Alfred; Béjin, André; Bajos, Nathalie; Beltzer, Nathalie (1992). «AIDS and sexual behaviour in France.». ResearchGate. Nature
- Vassi, M. (2005). «Beyond bisexuality». Journal of Bisexuality. 5. doi:10.1300/J159v05n02_33
- Walter, Penrose (2001). «Hidden in History: Female Homoeroticism and Women of a "Third Nature" in the South Asian Past». Journal of the History of Sexuality. 10
- Woodson, James C.; Balleine, Bernard W.; Gorski, Roger A. (2002). «Sexual experience interacts with steroid exposure to shape the partner preferences of rats». Hormones and Behavior. 42. PMID 12367568
- Wyk, P. H. Van; Geist, C. S. (1984). «Psychosocial development of heterosexual, bisexual, and homosexual behavior». Archives of Sexual Behavior. 13. PMID 6517686
- Yates, Alayne (2004). «Biologic perspective on early erotic development». Child and Adolescent Psychiatric Clinics. 13. doi:10.1016/j.chc.2004.02.002
- Zucker, Kenneth J.; Bailey, Michael (1995). «Childhood Sex-Typed Behavior and Sexual Orientation: A Conceptual Analysis and Quantitative Review». Developmental Psychology. 31. doi:10.1037/0012-1649.31.1.43

### Artigos online
- Burr, Chandler. Homosexuality and biology. The Atlantic, Junho de 1997. An overview of recent research in layman's language.
- «BBC News (Fev. 1998)». : Fingerprints Study
- «BBC News (Abr. 1999)». : Doubt cast on 'gay gene'
- «WebMD (Março 2000)». : Pointing the Finger at Androgen as a Cause of Homosexuality
- «BBC News (Oct 2004)». : Genetics of homosexuality
- James Davidson, London Review of Books, 2 de junho de 2005, "Mr and Mr and Mrs and Mrs" — uma resenha detalhada de The Friend, um livro de Alan Bray, contando a história do casamento entre pessoas do mesmo sexo e outras formas de relacionamento formal